# Distretti del Perù

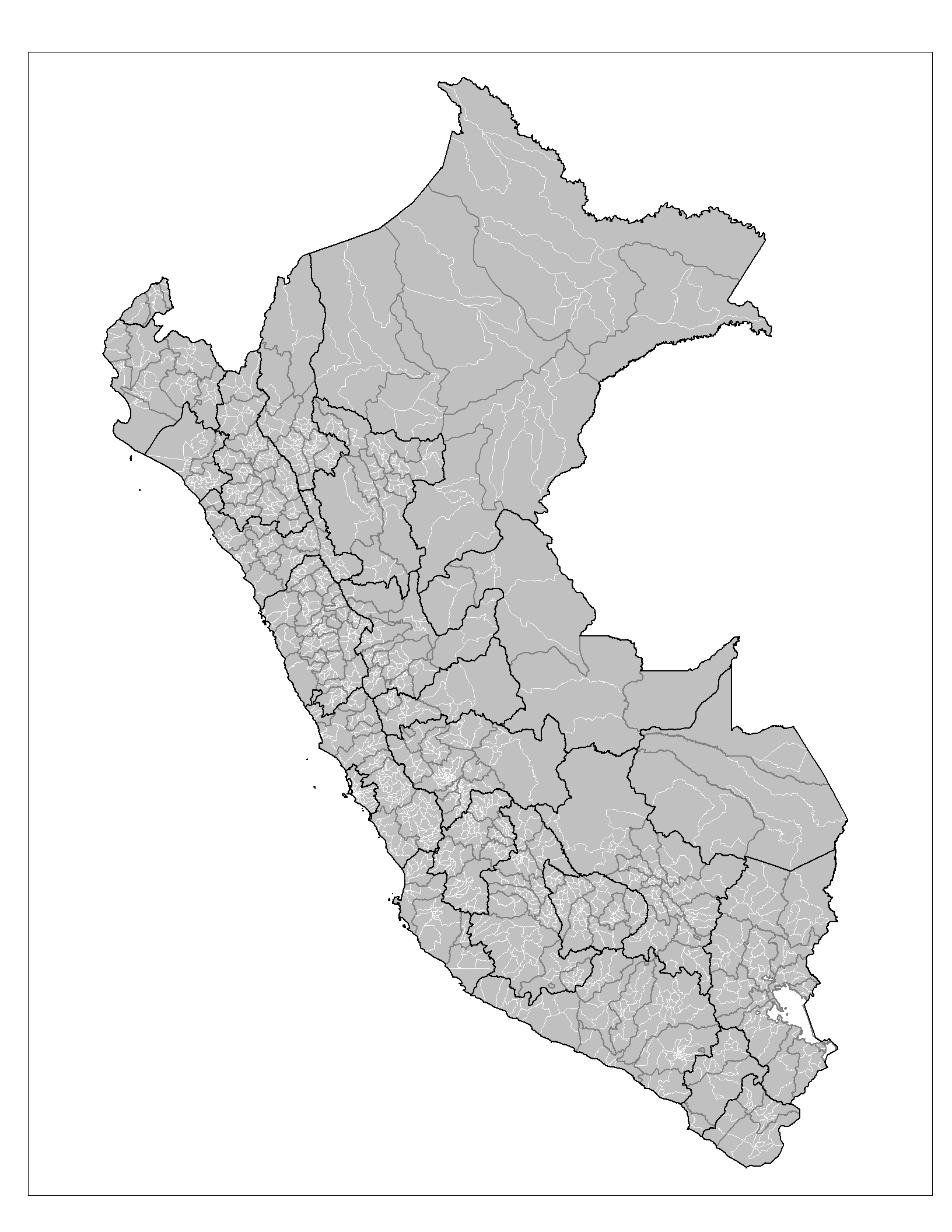
Distretti del Perù

I distretti del Perù sono la suddivisione amministrativa di terzo livello del Paese, dopo le regioni e le province, e ammontano a 1.879.
Di seguito la lista dei distretti, con relativa popolazione (dati del censimento 2017).

## Lista

### Regione di Amazonas

#### Provincia di Chachapoyas
| Codice UBIGEO | Distretto               | Popolazione |
| ------------- | ----------------------- | ----------- |
| 010101        | Chachapoyas             | 32.589      |
| 010102        | Asunción                | 262         |
| 010103        | Balsas                  | 1.136       |
| 010104        | Cheto                   | 642         |
| 010105        | Chiliquín               | 585         |
| 010106        | Chuquibamba             | 1.781       |
| 010107        | Granada                 | 480         |
| 010108        | Huancas                 | 1.258       |
| 010109        | La Jalca                | 3.978       |
| 010110        | Leymebamba              | 3.620       |
| 010111        | Levanto                 | 794         |
| 010112        | Magdalena               | 852         |
| 010113        | Mariscal Castilla       | 1.367       |
| 010114        | Molinopampa             | 2.176       |
| 010115        | Montevideo              | 496         |
| 010116        | Olleros                 | 375         |
| 010117        | Quinjalca               | 769         |
| 010118        | San Francisco de Daguas | 295         |
| 010119        | San Isidro de Maino     | 580         |
| 010120        | Soloco                  | 1.224       |
| 010121        | Sonche                  | 247         |

#### Provincia di Bagua
| Codice UBIGEO | Distretto | Popolazione |
| ------------- | --------- | ----------- |
| 010201        | Bagua     | 27.102      |
| 010202        | Aramango  | 9.765       |
| 010203        | Copallín  | 4.595       |
| 010204        | El Parco  | 1.216       |
| 010205        | Imaza     | 25.162      |
| 010206        | La Peca   | 6.260       |

#### Provincia di Bongará
| Codice UBIGEO | Distretto    | Popolazione |
| ------------- | ------------ | ----------- |
| 010301        | Jumbilla     | 1.337       |
| 010302        | Chisquilla   | 306         |
| 010303        | Churuja      | 287         |
| 010304        | Corosha      | 772         |
| 010305        | Cuispes      | 669         |
| 010306        | Florida      | 5.999       |
| 010307        | Jazán        | 7.580       |
| 010308        | Recta        | 208         |
| 010309        | San Carlos   | 489         |
| 010310        | Shipasbamba  | 1.539       |
| 010311        | Valera       | 874         |
| 010312        | Yambrasbamba | 5.577       |

#### Provincia di Condorcanqui
| Codice UBIGEO | Distretto    | Popolazione |
| ------------- | ------------ | ----------- |
| 010401        | Nieva        | 18.626      |
| 010402        | El Cenepa    | 9.891       |
| 010403        | Río Santiago | 13.953      |

#### Provincia di Luya
| Codice UBIGEO | Distretto              | Popolazione |
| ------------- | ---------------------- | ----------- |
| 010501        | Lámud                  | 2.227       |
| 010502        | Camporredondo          | 6.473       |
| 010503        | Cocabamba              | 1.881       |
| 010504        | Colcamar               | 1.853       |
| 010505        | Conila                 | 1.840       |
| 010506        | Inguilpata             | 498         |
| 010507        | Longuita               | 839         |
| 010508        | Lonya Chico            | 842         |
| 010509        | Luya                   | 3.959       |
| 010510        | Luya Viejo             | 388         |
| 010511        | María                  | 744         |
| 010512        | Ocalli                 | 3.556       |
| 010513        | Ocumal                 | 3.446       |
| 010514        | Pisuquía               | 4.768       |
| 010515        | Providencia            | 1.316       |
| 010516        | San Cristóbal          | 546         |
| 010517        | San Francisco del Yeso | 695         |
| 010518        | San Jerónimo           | 633         |
| 010519        | San Juan de Lopecancha | 419         |
| 010520        | Santa Catalina         | 1.888       |
| 010521        | Santo Tomás            | 3.012       |
| 010522        | Tingo                  | 1.265       |
| 010523        | Trita                  | 1.348       |

#### Provincia di Rodríguez de Mendoza
| Codice UBIGEO | Distretto          | Popolazione |
| ------------- | ------------------ | ----------- |
| 010601        | San Nicolás        | 6.016       |
| 010602        | Chirimoto          | 2.498       |
| 010603        | Cochamal           | 595         |
| 010604        | Huambo             | 2.620       |
| 010605        | Limabamba          | 2.280       |
| 010606        | Longar             | 1.631       |
| 010607        | Mariscal Benavides | 1.506       |
| 010608        | Milpuc             | 453         |
| 010609        | Omia               | 8.793       |
| 010610        | Santa Rosa         | 512         |
| 010611        | Totora             | 282         |
| 010612        | Vista Alegre       | 2.812       |

#### Provincia di Utcubamba
| Codice UBIGEO | Distretto    | Popolazione |
| ------------- | ------------ | ----------- |
| 010701        | Bagua Grande | 50.841      |
| 010702        | Cajaruro     | 23.089      |
| 010703        | Cumba        | 7.855       |
| 010704        | El Milagro   | 5.825       |
| 010705        | Jamalca      | 6.620       |
| 010706        | Lonya Grande | 10.080      |
| 010707        | Yamón        | 2.927       |

### Regione di Ancash

#### Provincia di Huaraz
| Codice UBIGEO | Distretto     | Popolazione |
| ------------- | ------------- | ----------- |
| 020101        | Huaraz        | 60.896      |
| 020102        | Cochabamba    | 1.639       |
| 020103        | Colcabamba    | 294         |
| 020104        | Huanchay      | 1.600       |
| 020105        | Independencia | 76.088      |
| 020106        | Jangas        | 4.781       |
| 020107        | La Libertad   | 1.066       |
| 020108        | Olleros       | 2.351       |
| 020109        | Pampas Grande | 956         |
| 020110        | Pariacoto     | 4.606       |
| 020111        | Pira          | 3.321       |
| 020112        | Tarica        | 6.338       |

#### Provincia di Aija
| Codice UBIGEO | Distretto | Popolazione |
| ------------- | --------- | ----------- |
| 020201        | Aija      | 2.017       |
| 020202        | Coris     | 1.639       |
| 020203        | Huacllán  | 364         |
| 020204        | La Merced | 1.582       |
| 020205        | Succha    | 714         |

#### Provincia di Antonio Raymondi
| Codice UBIGEO | Distretto          | Popolazione |
| ------------- | ------------------ | ----------- |
| 020301        | Llamellín          | 3.288       |
| 020302        | Aczo               | 1.918       |
| 020303        | Chaccho            | 1.368       |
| 020304        | Chingas            | 1.851       |
| 020305        | Mirgas             | 4.067       |
| 020306        | San Juan de Rontoy | 1.158       |

#### Provincia di Asunción
| Codice UBIGEO | Distretto | Popolazione |
| ------------- | --------- | ----------- |
| 020401        | Chacas    | 4.563       |
| 020402        | Acochaca  | 2.815       |

#### Provincia di Bolognesi
| Codice UBIGEO | Distretto               | Popolazione |
| ------------- | ----------------------- | ----------- |
| 020501        | Chiquián                | 4.023       |
| 020502        | Abelardo Pardo          | 244         |
| 020503        | Antonio Raymondi        | 994         |
| 020504        | Aquia                   | 2.062       |
| 020505        | Cajacay                 | 1.677       |
| 020506        | Canis                   | 312         |
| 020507        | Colquioc                | 2.313       |
| 020508        | Huallanca               | 6.468       |
| 020509        | Huasta                  | 1.432       |
| 020510        | Huayllacayán            | 1.253       |
| 020511        | La Primavera            | 457         |
| 020512        | Mangas                  | 492         |
| 020513        | Pacllón                 | 917         |
| 020514        | San Miguel de Corpanqui | 495         |
| 020515        | Ticllos                 | 658         |

#### Provincia di Carhuaz
| Codice UBIGEO | Distretto         | Popolazione |
| ------------- | ----------------- | ----------- |
| 020601        | Carhuaz           | 15.122      |
| 020602        | Acopampa          | 2.472       |
| 020603        | Amashca           | 1.431       |
| 020604        | Anta              | 2.365       |
| 020605        | Ataquero          | 1.469       |
| 020606        | Marcará           | 9.478       |
| 020607        | Pariahuanca       | 1.381       |
| 020608        | San Miguel de Aco | 2.350       |
| 020609        | Shilla            | 2.789       |
| 020610        | Tinco             | 3.335       |
| 020611        | Yungar            | 2.992       |

#### Provincia di Carlos Fermín Fitzcarrald
| Codice UBIGEO | Distretto   | Popolazione |
| ------------- | ----------- | ----------- |
| 020701        | San Luis    | 10.493      |
| 020702        | San Nicolás | 3.131       |
| 020703        | Yauya       | 4.093       |

#### Provincia di Casma
| Codice UBIGEO | Distretto        | Popolazione |
| ------------- | ---------------- | ----------- |
| 020801        | Casma            | 35.765      |
| 020802        | Buena Vista Alta | 4.831       |
| 020803        | Comandante Noel  | 2.088       |
| 020804        | Yaután           | 8.305       |

#### Provincia di Corongo
| Codice UBIGEO | Distretto | Popolazione |
| ------------- | --------- | ----------- |
| 020901        | Corongo   | 1.677       |
| 020902        | Aco       | 379         |
| 020903        | Bambas    | 445         |
| 020904        | Cusca     | 2.678       |
| 020905        | La Pampa  | 1.026       |
| 020906        | Yanac     | 634         |
| 020907        | Yupán     | 693         |

#### Provincia di Huari
| Codice UBIGEO | Distretto          | Popolazione |
| ------------- | ------------------ | ----------- |
| 021001        | Huari              | 9.178       |
| 021002        | Anra               | 1.362       |
| 021003        | Cajay              | 2.573       |
| 021004        | Chavín de Huantar  | 7.971       |
| 021005        | Huacachi           | 1.782       |
| 021006        | Huacchis           | 1.427       |
| 021007        | Huachis            | 3.307       |
| 021008        | Huantar            | 2.571       |
| 021009        | Masin              | 1.361       |
| 021010        | Paucas             | 1.561       |
| 021011        | Pontó              | 2.642       |
| 021012        | Rahuapampa         | 705         |
| 021013        | Rapayán            | 1.406       |
| 021014        | San Marcos         | 17.033      |
| 021015        | San Pedro de Chaná | 2.534       |
| 021016        | Uco                | 1.301       |

#### Provincia di Huarmey
| Codice UBIGEO | Distretto | Popolazione |
| ------------- | --------- | ----------- |
| 021101        | Huarmey   | 25.117      |
| 021102        | Cochapeti | 740         |
| 021103        | Culebras  | 3.097       |
| 021104        | Huayan    | 861         |
| 021105        | Malvas    | 745         |

#### Provincia di Huaylas
| Codice UBIGEO | Distretto     | Popolazione |
| ------------- | ------------- | ----------- |
| 021201        | Caraz         | 24.128      |
| 021202        | Huallanca     | 960         |
| 021203        | Huata         | 1.344       |
| 021204        | Huaylas       | 1.614       |
| 021205        | Mato          | 1.849       |
| 021206        | Pamparomas    | 7.804       |
| 021207        | Pueblo Libre  | 6.371       |
| 021208        | Santa Cruz    | 4.229       |
| 021209        | Santo Toribio | 1.055       |
| 021210        | Yuracmarca    | 1.980       |

#### Provincia di Mariscal Luzuriaga
| Codice UBIGEO | Distretto             | Popolazione |
| ------------- | --------------------- | ----------- |
| 021301        | Piscobamba            | 3.024       |
| 021302        | Casca                 | 3.668       |
| 021303        | Eleazar Guzmán Barrón | 1.326       |
| 021304        | Fidel OIivas Escudero | 1.908       |
| 021305        | Llama                 | 1.020       |
| 021306        | Llumpa                | 5.629       |
| 021307        | Lucma                 | 2.732       |
| 021308        | Musga                 | 977         |

#### Provincia di Ocros
| Codice UBIGEO | Distretto              | Popolazione |
| ------------- | ---------------------- | ----------- |
| 021401        | Ocros                  | 1.203       |
| 021402        | Acas                   | 656         |
| 021403        | Cajamarquilla          | 300         |
| 021404        | Carhuapampa            | 472         |
| 021405        | Cochas                 | 1.421       |
| 021406        | Congas                 | 1.219       |
| 021407        | Llipa                  | 279         |
| 021408        | San Cristóbal de Raján | 438         |
| 021409        | San Pedro              | 622         |
| 021410        | Santiago de Chilcas    | 429         |

#### Provincia di Pallasca
| Codice UBIGEO | Distretto    | Popolazione |
| ------------- | ------------ | ----------- |
| 021501        | Cabana       | 2.445       |
| 021502        | Bolognesi    | 986         |
| 021503        | Conchucos    | 7.391       |
| 021504        | Huacaschuque | 523         |
| 021505        | Huandoval    | 1.001       |
| 021506        | Lacabamba    | 505         |
| 021507        | Llapo        | 597         |
| 021508        | Pallasca     | 2.364       |
| 021509        | Pampas       | 3.980       |
| 021510        | Santa Rosa   | 1.026       |
| 021511        | Tauca        | 2.673       |

#### Provincia di Pomabamba
| Codice UBIGEO | Distretto   | Popolazione |
| ------------- | ----------- | ----------- |
| 021601        | Pomabamba   | 13.834      |
| 021602        | Huayllán    | 2.954       |
| 021603        | Parobamba   | 5.806       |
| 021604        | Quinuabamba | 2.200       |

#### Provincia di Recuay
| Codice UBIGEO | Distretto    | Popolazione |
| ------------- | ------------ | ----------- |
| 021701        | Recuay       | 4.406       |
| 021702        | Catac        | 3.907       |
| 021703        | Cotaparaco   | 409         |
| 021704        | Huayllapampa | 620         |
| 021705        | Llacllín     | 912         |
| 021706        | Marca        | 1.608       |
| 021707        | Pampas Chico | 923         |
| 021708        | Pararín      | 1.517       |
| 021709        | Tapacocha    | 421         |
| 021710        | Ticapampa    | 2.462       |

#### Provincia di Santa
| Codice UBIGEO | Distretto        | Popolazione |
| ------------- | ---------------- | ----------- |
| 021801        | Chimbote         | 206.213     |
| 021802        | Cáceres del Perú | 4.420       |
| 021803        | Coishco          | 15.979      |
| 021804        | Macate           | 3.125       |
| 021805        | Moro             | 8.034       |
| 021806        | Nepeña           | 14.324      |
| 021807        | Samanco          | 4.770       |
| 021808        | Santa            | 19.621      |
| 021809        | Nuevo Chimbote   | 159.321     |

#### Provincia di Sihuas
| Codice UBIGEO | Distretto      | Popolazione |
| ------------- | -------------- | ----------- |
| 021901        | Sihuas         | 5.411       |
| 021902        | Acobamba       | 1.612       |
| 021903        | Alfonso Ugarte | 533         |
| 021904        | Cashapampa     | 2.739       |
| 021905        | Chingalpo      | 905         |
| 021906        | Huayllabamba   | 3.518       |
| 021907        | Quiches        | 2.306       |
| 021908        | Ragash         | 2.278       |
| 021909        | San Juan       | 6.187       |
| 021910        | Sicsibamba     | 1.482       |

#### Provincia di Yungay
| Codice UBIGEO | Distretto  | Popolazione |
| ------------- | ---------- | ----------- |
| 022001        | Yungay     | 20.070      |
| 022002        | Cascapara  | 1.674       |
| 022003        | Mancos     | 6.336       |
| 022004        | Matacoto   | 1.343       |
| 022005        | Quillo     | 11.629      |
| 022006        | Ranrahirca | 2.657       |
| 022007        | Shupluy    | 1.840       |
| 022008        | Yanama     | 5.292       |

### Regione di Apurímac

#### Provincia di Abancay
| Codice UBIGEO | Distretto            | Popolazione |
| ------------- | -------------------- | ----------- |
| 030101        | Abancay              | 69.028      |
| 030102        | Chacoche             | 1.339       |
| 030103        | Circa                | 1.866       |
| 030104        | Curahuasi            | 16.223      |
| 030105        | Huanipaca            | 2.886       |
| 030106        | Lambrama             | 3.002       |
| 030107        | Pichirhua            | 2.774       |
| 030108        | San Pedro de Cachora | 2.541       |
| 030109        | Tamburco             | 10.861      |

#### Provincia di Andahuaylas
| Codice UBIGEO | Distretto                  | Popolazione |
| ------------- | -------------------------- | ----------- |
| 030201        | Andahuaylas                | 42.268      |
| 030202        | Andarapa                   | 5.459       |
| 030203        | Chiara                     | 1.186       |
| 030204        | Huancarama                 | 5.210       |
| 030205        | Huancaray                  | 3.753       |
| 030206        | Huayana                    | 750         |
| 030207        | Kishuara                   | 6.023       |
| 030208        | Pacobamba                  | 3.452       |
| 030209        | Pacucha                    | 7.989       |
| 030210        | Pampachiri                 | 2.199       |
| 030211        | Pomacocha                  | 863         |
| 030212        | San Antonio de Cachi       | 2.910       |
| 030213        | San Jerónimo               | 20.738      |
| 030214        | San Miguel de Chaccrapampa | 1.613       |
| 030215        | Santa María de Chicmo      | 8.152       |
| 030216        | Talavera de la Reyna       | 18.509      |
| 030217        | Tumay Huaraca              | 1.864       |
| 030218        | Turpo                      | 3.642       |
| 030219        | Kaquiabamba                | 1.816       |
| 030220        | José María Arguedas        | 4.081       |

#### Provincia di Antabamba
| Codice UBIGEO | Distretto             | Popolazione |
| ------------- | --------------------- | ----------- |
| 030301        | Antabamba             | 2.776       |
| 030302        | El Oro                | 552         |
| 030303        | Huaquirca             | 1.841       |
| 030304        | Juan Espinoza Medrano | 1.711       |
| 030305        | Oropesa               | 2.268       |
| 030306        | Pachaconas            | 1.054       |
| 030307        | Sabaino               | 1.108       |

#### Provincia di Aymaraes
| Codice UBIGEO | Distretto            | Popolazione |
| ------------- | -------------------- | ----------- |
| 030401        | Chalhuanca           | 4.928       |
| 030402        | Capaya               | 580         |
| 030403        | Caraybamba           | 929         |
| 030404        | Chapimarca           | 1.893       |
| 030405        | Colcabamba           | 693         |
| 030406        | Cotaruse             | 2.570       |
| 030407        | Ihuayllo             | 462         |
| 030408        | Justo Apu Sahuaraura | 735         |
| 030409        | Lucre                | 1.529       |
| 030410        | Pocohuanca           | 1.022       |
| 030411        | San Juan de Chacña   | 769         |
| 030412        | Sañayca              | 1.107       |
| 030413        | Soraya               | 711         |
| 030414        | Tapairihua           | 1.848       |
| 030415        | Tintay               | 2.272       |
| 030416        | Toraya               | 1.278       |
| 030417        | Yanaca               | 981         |

#### Provincia di Cotabambas
| Codice UBIGEO | Distretto     | Popolazione |
| ------------- | ------------- | ----------- |
| 030501        | Tambobamba    | 10.381      |
| 030502        | Cotabambas    | 3.886       |
| 030503        | Coyllurqui    | 6.586       |
| 030504        | Haquira       | 9.430       |
| 030505        | Mara          | 5.848       |
| 030506        | Chalhuahuacho | 14.525      |

#### Provincia di Chincheros
| Codice UBIGEO | Distretto    | Popolazione |
| ------------- | ------------ | ----------- |
| 030601        | Chincheros   | 5.293       |
| 030602        | Anccohuayllo | 10.388      |
| 030603        | Cocharcas    | 1.728       |
| 030604        | Huaccana     | 6.634       |
| 030605        | Ocobamba     | 6.759       |
| 030606        | Ongoy        | 2.344       |
| 030607        | Uranmarca    | 2.650       |
| 030608        | Ranracancha  | 4.046       |
| 030609        | Rocchac      | 2.689       |
| 030610        | El Porvenir  | 1.728       |
| 030611        | Los Chankas  | 988         |

#### Provincia di Grau
| Codice UBIGEO | Distretto        | Popolazione |
| ------------- | ---------------- | ----------- |
| 030701        | Chuquibambilla   | 5.023       |
| 030702        | Curpahuasi       | 1.936       |
| 030704        | Huayllati        | 1.368       |
| 030705        | Mamara           | 858         |
| 030703        | Mariscal Gamarra | 2.782       |
| 030706        | Micaela Bastidas | 935         |
| 030707        | Pataypampa       | 798         |
| 030708        | Progreso         | 2.945       |
| 030709        | San Antonio      | 272         |
| 030710        | Santa Rosa       | 560         |
| 030711        | Turpay           | 628         |
| 030712        | Vilcabamba       | 1.233       |
| 030713        | Virundo          | 675         |
| 030714        | Curasco          | 1.229       |

### Regione di Arequipa

#### Provincia di Arequipa
| Codice UBIGEO | Distretto                     | Popolazione |
| ------------- | ----------------------------- | ----------- |
| 040101        | Arequipa                      | 55.437      |
| 040102        | Alto Selva Alegre             | 85.870      |
| 040103        | Cayma                         | 91.935      |
| 040104        | Cerro Colorado                | 197.954     |
| 040105        | Characato                     | 12.949      |
| 040106        | Chiguata                      | 2.939       |
| 040107        | Jacobo Hunter                 | 50.164      |
| 040129        | José Luis Bustamante y Rivero | 81.829      |
| 040108        | La Joya                       | 32.019      |
| 040109        | Mariano Melgar                | 59.918      |
| 040110        | Miraflores                    | 60.589      |
| 040111        | Mollebaya                     | 4.756       |
| 040112        | Paucarpata                    | 131.346     |
| 040113        | Pocsi                         | 445         |
| 040114        | Polobaya                      | 837         |
| 040115        | Quequeña                      | 4.784       |
| 040116        | Sabandía                      | 4.368       |
| 040117        | Sachaca                       | 24.225      |
| 040118        | San Juan de Siguas            | 611         |
| 040119        | San Juan de Tarucani          | 1.377       |
| 040120        | Santa Isabel de Siguas        | 682         |
| 040121        | Santa Rita de Siguas          | 6.318       |
| 040122        | Socabaya                      | 75.351      |
| 040123        | Tiabaya                       | 16.191      |
| 040124        | Uchumayo                      | 14.054      |
| 040125        | Vitor                         | 3.610       |
| 040126        | Yanahuara                     | 25.417      |
| 040127        | Yarabamba                     | 1.314       |
| 040128        | Yura                          | 33.346      |

#### Provincia di Camaná
| Codice UBIGEO | Distretto                 | Popolazione |
| ------------- | ------------------------- | ----------- |
| 040201        | Camaná                    | 13.367      |
| 040202        | José María Quimper        | 4.641       |
| 040203        | Mariano Nicolás Valcárcel | 6.997       |
| 040204        | Mariscal Cáceres          | 6.195       |
| 040205        | Nicolás de Piérola        | 7.106       |
| 040206        | Ocoña                     | 4.171       |
| 040207        | Quilca                    | 943         |
| 040208        | Samuel Pastor             | 15.950      |

#### Provincia di Caravelí
| Codice UBIGEO | Distretto   | Popolazione |
| ------------- | ----------- | ----------- |
| 040301        | Caravelí    | 4.259       |
| 040302        | Acarí       | 4.923       |
| 040303        | Atico       | 5.215       |
| 040304        | Atiquipa    | 473         |
| 040305        | Bella Unión | 3.171       |
| 040306        | Cahuacho    | 610         |
| 040307        | Chala       | 9.240       |
| 040308        | Chaparra    | 3.685       |
| 040309        | Huanuhuanu  | 3.047       |
| 040310        | Jaqui       | 1.532       |
| 040311        | Lomas       | 1.477       |
| 040312        | Quicacha    | 1.837       |
| 040313        | Yauca       | 1.877       |

#### Provincia di Castilla
| Codice UBIGEO | Distretto    | Popolazione |
| ------------- | ------------ | ----------- |
| 040401        | Aplao        | 8.435       |
| 040402        | Andagua      | 1.038       |
| 040403        | Ayo          | 242         |
| 040404        | Chachas      | 1.646       |
| 040405        | Chilcaymarca | 947         |
| 040406        | Choco        | 702         |
| 040407        | Huancarqui   | 1.472       |
| 040408        | Machaguay    | 488         |
| 040409        | Orcopampa    | 8.177       |
| 040410        | Pampacolca   | 2.032       |
| 040411        | Tipán        | 432         |
| 040412        | Uñón         | 207         |
| 040413        | Uraca        | 6.266       |
| 040414        | Viraco       | 1.545       |

#### Provincia di Caylloma
| Codice UBIGEO | Distretto            | Popolazione |
| ------------- | -------------------- | ----------- |
| 040501        | Chivay               | 5.770       |
| 040502        | Achoma               | 841         |
| 040503        | Cabanaconde          | 2.096       |
| 040504        | Callalli             | 1.458       |
| 040505        | Caylloma             | 3.697       |
| 040506        | Coporaque            | 1.089       |
| 040507        | Huambo               | 670         |
| 040508        | Huanca               | 1.010       |
| 040509        | Ichupampa            | 555         |
| 040510        | Lari                 | 904         |
| 040511        | Lluta                | 718         |
| 040512        | Maca                 | 701         |
| 040513        | Madrigal             | 648         |
| 040514        | San Antonio de Chuca | 886         |
| 040515        | Sibayo               | 669         |
| 040516        | Tapay                | 772         |
| 040517        | Tisco                | 1.441       |
| 040518        | Tuti                 | 621         |
| 040519        | Yanque               | 2.117       |
| 040520        | Majes                | 60.108      |

#### Provincia di Condesuyos
| Codice UBIGEO | Distretto   | Popolazione |
| ------------- | ----------- | ----------- |
| 040601        | Chuquibamba | 3.290       |
| 040602        | Andaray     | 677         |
| 040603        | Cayarani    | 3.212       |
| 040604        | Chichas     | 675         |
| 040605        | Iray        | 595         |
| 040606        | Río Grande  | 3.263       |
| 040607        | Salamanca   | 478         |
| 040608        | Yanaquihua  | 3.928       |

#### Provincia di Islay
| Codice UBIGEO | Distretto       | Popolazione |
| ------------- | --------------- | ----------- |
| 040701        | Mollendo        | 24.073      |
| 040702        | Cocachacra      | 8.347       |
| 040703        | Dean Valdivia   | 6.854       |
| 040704        | Islay           | 5.132       |
| 040705        | Mejía           | 1.172       |
| 040706        | Punta de Bombón | 6.456       |

#### Provincia di La Unión
| Codice UBIGEO | Distretto   | Popolazione |
| ------------- | ----------- | ----------- |
| 040801        | Cotahuasi   | 2.925       |
| 040802        | Alca        | 1.849       |
| 040803        | Charcana    | 577         |
| 040804        | Huaynacotas | 1.913       |
| 040805        | Pampamarca  | 1.122       |
| 040806        | Puyca       | 2.342       |
| 040807        | Quechualla  | 265         |
| 040808        | Sayla       | 319         |
| 040809        | Tauría      | 301         |
| 040810        | Tomepampa   | 658         |
| 040811        | Toro        | 556         |

### Regione di Ayacucho

#### Provincia di Huamanga
| Codice UBIGEO | Distretto                         | Popolazione |
| ------------- | --------------------------------- | ----------- |
| 050101        | Ayacucho                          | 99.427      |
| 050102        | Acocro                            | 7.403       |
| 050103        | Acos Vinchos                      | 4.383       |
| 050104        | Carmen Alto                       | 28.252      |
| 050105        | Chiara                            | 5.698       |
| 050106        | Ocros                             | 5.373       |
| 050107        | Pacaycasa                         | 3.114       |
| 050108        | Quinua                            | 5.083       |
| 050109        | San José de Ticllas               | 1.403       |
| 050110        | San Juan Bautista                 | 49.034      |
| 050111        | Santiago de Pischa                | 1.427       |
| 050112        | Socos                             | 5.952       |
| 050113        | Tambillo                          | 5.047       |
| 050114        | Vinchos                           | 13.634      |
| 050115        | Jesús Nazareno                    | 18.492      |
| 050116        | Andrés Avelino Cáceres Dorregaray | 28.472      |

#### Provincia di Cangallo
| Codice UBIGEO | Distretto               | Popolazione |
| ------------- | ----------------------- | ----------- |
| 050201        | Cangallo                | 5.479       |
| 050202        | Chuschi                 | 8.321       |
| 050203        | Los Morochucos          | 7.463       |
| 050204        | María Parado de Bellido | 2.067       |
| 050205        | Paras                   | 4.104       |
| 050206        | Totos                   | 3.009       |

#### Provincia di Huanca Sancos
| Codice UBIGEO | Distretto               | Popolazione |
| ------------- | ----------------------- | ----------- |
| 050301        | Sancos                  | 3.202       |
| 050302        | Carapo                  | 1.826       |
| 050303        | Sacsamarca              | 1.313       |
| 050304        | Santiago de Lucanamarca | 2.068       |

#### Provincia di Huanta
| Codice UBIGEO | Distretto    | Popolazione |
| ------------- | ------------ | ----------- |
| 050401        | Huanta       | 39.517      |
| 050402        | Ayahuanco    | 1.196       |
| 050403        | Huamanguilla | 4.162       |
| 050404        | Iguain       | 2.667       |
| 050405        | Luricocha    | 5.490       |
| 050406        | Santillana   | 3.852       |
| 050407        | Sivia        | 10.797      |
| 050408        | Llochegua    | 10.058      |
| 050409        | Canayre      | 3.520       |
| 050410        | Uchuraccay   | 3.522       |
| 050411        | Pucacolpa    | 2.523       |
| 050412        | Chaca        | 2.162       |
| -             | Putis        |             |

#### Provincia di La Mar
| Codice UBIGEO | Distretto      | Popolazione |
| ------------- | -------------- | ----------- |
| 050501        | San Miguel     | 10.326      |
| 050502        | Anco           | 7.969       |
| 050503        | Ayna           | 9.298       |
| 050504        | Chilcas        | 1.643       |
| 050505        | Chungui        | 4.218       |
| 050506        | Luis Carranza  | 1.278       |
| 050507        | Santa Rosa     | 11.279      |
| 050508        | Tambo          | 10.173      |
| 050509        | Samugari       | 9.410       |
| 050510        | Anchihuay      | 4.039       |
| 050511        | Oronccoy       | 1.020       |
| -             | Unión Progreso |             |
| -             | Río Magdalena  |             |
| -             | Ninabamba      |             |
| -             | Patibamba      |             |

#### Provincia di Lucanas
| Codice UBIGEO | Distretto                 | Popolazione |
| ------------- | ------------------------- | ----------- |
| 050601        | Puquio                    | 13.919      |
| 050602        | Aucara                    | 2.903       |
| 050603        | Cabana                    | 2.189       |
| 050604        | Carmen Salcedo            | 1.681       |
| 050605        | Chaviña                   | 2.163       |
| 050606        | Chipao                    | 2.554       |
| 050607        | Huacuas                   | 1.560       |
| 050608        | Laramate                  | 1.577       |
| 050609        | Leoncio Prado             | 1.094       |
| 050610        | Llauta                    | 893         |
| 050611        | Lucanas                   | 2.726       |
| 050612        | Ocaña                     | 2.291       |
| 050613        | Otoca                     | 1.866       |
| 050614        | Saisa                     | 791         |
| 050615        | San Cristóbal             | 1.718       |
| 050616        | San Juan                  | 967         |
| 050617        | San Pedro                 | 2.653       |
| 050618        | San Pedro de Palco        | 927         |
| 050619        | Sancos                    | 4.778       |
| 050620        | Santa Ana de Huaycahuacho | 796         |
| 050621        | Santa Lucía               | 1.282       |

#### Provincia di Parinacochas
| Codice UBIGEO | Distretto                  | Popolazione |
| ------------- | -------------------------- | ----------- |
| 050701        | Coracora                   | 13.124      |
| 050702        | Chumpi                     | 2.186       |
| 050703        | Coronel Castañeda          | 1.722       |
| 050704        | Pacapausa                  | 630         |
| 050705        | Pullo                      | 6.271       |
| 050706        | Puyusca                    | 2.062       |
| 050707        | San Francisco de Ravacayco | 516         |
| 050708        | Upahuacho                  | 1.148       |

#### Provincia di Paucar del Sara Sara
| Codice UBIGEO | Distretto               | Popolazione |
| ------------- | ----------------------- | ----------- |
| 050801        | Pausa                   | 3.231       |
| 050802        | Colta                   | 468         |
| 050803        | Corculla                | 445         |
| 050804        | Lampa                   | 1.953       |
| 050805        | Marcabamba              | 613         |
| 050806        | Oyolo                   | 1.453       |
| 050807        | Pararca                 | 419         |
| 050808        | San Javier de Alpabamba | 292         |
| 050809        | San José de Ushua       | 221         |
| 050810        | Sara Sara               | 514         |

#### Provincia di Sucre
| Codice UBIGEO | Distretto             | Popolazione |
| ------------- | --------------------- | ----------- |
| 050901        | Querobamba            | 2.570       |
| 050902        | Belén                 | 329         |
| 050903        | Chalcos               | 478         |
| 050904        | Chilcayoc             | 496         |
| 050905        | Huacaña               | 374         |
| 050906        | Morcolla              | 1.240       |
| 050907        | Paico                 | 553         |
| 050908        | San Pedro de Larcay   | 808         |
| 050909        | San Salvador de Quije | 978         |
| 050910        | Santiago de Paucaray  | 594         |
| 050911        | Soras                 | 1.025       |

#### Provincia di Víctor Fajardo
| Codice UBIGEO | Distretto     | Popolazione |
| ------------- | ------------- | ----------- |
| 051001        | Huancapi      | 1.887       |
| 051002        | Alcamenca     | 1.526       |
| 051003        | Apongo        | 630         |
| 051004        | Asquipata     | 460         |
| 051005        | Canaria       | 3.977       |
| 051006        | Cayara        | 1.138       |
| 051007        | Colca         | 1.011       |
| 051008        | Huamanquiquia | 1.089       |
| 051009        | Huancaraylla  | 1.294       |
| 051010        | Hualla        | 2.092       |
| 051011        | Sarhua        | 2.616       |
| 051012        | Vilcanchos    | 2.389       |

#### Provincia di Vilcas Huamán
| Codice UBIGEO | Distretto     | Popolazione |
| ------------- | ------------- | ----------- |
| 051101        | Vilcas Huamán | 6.370       |
| 051102        | Accomarca     | 886         |
| 051103        | Carhuanca     | 819         |
| 051104        | Concepción    | 1.577       |
| 051105        | Huambalpa     | 1.340       |
| 051106        | Independencia | 1.105       |
| 051107        | Saurama       | 1.038       |
| 051108        | Vischongo     | 3.726       |

### Regione di Cajamarca

#### Provincia di Cajamarca
| Codice UBIGEO | Distretto          | Popolazione |
| ------------- | ------------------ | ----------- |
| 060101        | Cajamarca          | 218.741     |
| 060102        | Asunción           | 7.939       |
| 060103        | Chetilla           | 3.660       |
| 060104        | Cospán             | 6.760       |
| 060105        | Encañada           | 19.175      |
| 060106        | Jesús              | 15.020      |
| 060107        | Llacanora          | 5.639       |
| 060108        | Los Baños del Inca | 46.149      |
| 060109        | Magdalena          | 8.271       |
| 060110        | Matara             | 3.469       |
| 060111        | Namora             | 9.267       |
| 060112        | San Juan           | 4.343       |

#### Provincia di Cajabamba
| Codice UBIGEO | Distretto  | Popolazione |
| ------------- | ---------- | ----------- |
| 060201        | Cajabamba  | 31.222      |
| 060202        | Cachachi   | 23.524      |
| 060203        | Condebamba | 13.406      |
| 060204        | Sitacocha  | 7.535       |

#### Provincia di Celendín
| Codice UBIGEO | Distretto             | Popolazione |
| ------------- | --------------------- | ----------- |
| 060301        | Celendín              | 26.925      |
| 060302        | Chumuch               | 2.600       |
| 060303        | Cortegana             | 6.746       |
| 060304        | Huasmin               | 10.657      |
| 060305        | Jorge Chávez          | 441         |
| 060306        | José Gálvez           | 2.558       |
| 060307        | Miguel Iglesias       | 3.870       |
| 060308        | Oxamarca              | 5.394       |
| 060309        | Sorochuco             | 7.352       |
| 060310        | Sucre                 | 5.055       |
| 060311        | Utco                  | 1.052       |
| 060312        | La Libertad de Pallán | 6.434       |

#### Provincia di Chota
| Codice UBIGEO | Distretto           | Popolazione |
| ------------- | ------------------- | ----------- |
| 060401        | Chota               | 47.279      |
| 060402        | Anguía              | 3.211       |
| 060403        | Chadín              | 3.449       |
| 060404        | Chiguirip           | 3.641       |
| 060405        | Chimban             | 2.199       |
| 060406        | Choropampa          | 2.336       |
| 060407        | Cochabamba          | 5.546       |
| 060408        | Conchán             | 5.643       |
| 060409        | Huambos             | 7.972       |
| 060410        | Lajas               | 11.093      |
| 060411        | Llama               | 7.075       |
| 060412        | Miracosta           | 3.203       |
| 060413        | Paccha              | 4.445       |
| 060414        | Pión                | 1.214       |
| 060415        | Querocoto           | 8.023       |
| 060416        | San Juan de Licupis | 958         |
| 060417        | Tacabamba           | 15.704      |
| 060418        | Tocmoche            | 859         |
| 060419        | Chalamarca          | 9.134       |

#### Provincia di Contumazá
| Codice UBIGEO | Distretto            | Popolazione |
| ------------- | -------------------- | ----------- |
| 060501        | Contumazá            | 7.461       |
| 060502        | Chilete              | 2.635       |
| 060503        | Cupisnique           | 1.338       |
| 060504        | Guzmango             | 2.679       |
| 060505        | San Benito           | 3.399       |
| 060506        | Santa Cruz de Toledo | 994         |
| 060507        | Tantarica            | 2.461       |
| 060508        | Yonán                | 6.726       |

#### Provincia di Cutervo
| Codice UBIGEO | Distretto                   | Popolazione |
| ------------- | --------------------------- | ----------- |
| 060601        | Cutervo                     | 50.905      |
| 060602        | Callayuc                    | 9.361       |
| 060603        | Choros                      | 2.878       |
| 060604        | Cujillo                     | 2.330       |
| 060605        | La Ramada                   | 3.652       |
| 060606        | Pimpingos                   | 5.100       |
| 060607        | Querocotillo                | 12.987      |
| 060608        | San Andrés de Cutervo       | 4.172       |
| 060609        | San Juan de Cutervo         | 1.858       |
| 060610        | San Luis de Lucma           | 3.000       |
| 060611        | Santa Cruz                  | 2.622       |
| 060612        | Santo Domingo de la Capilla | 4.701       |
| 060613        | Santo Tomás                 | 6.988       |
| 060614        | Socota                      | 9.054       |
| 060615        | Toribio Casanova            | 1.115       |

#### Provincia di Hualgayoc
| Codice UBIGEO | Distretto  | Popolazione |
| ------------- | ---------- | ----------- |
| 060701        | Bambamarca | 59.913      |
| 060702        | Chugur     | 2.920       |
| 060703        | Hualgáyoc  | 15.111      |

#### Provincia di Jaén
| Codice UBIGEO | Distretto         | Popolazione |
| ------------- | ----------------- | ----------- |
| 060801        | Jaén              | 94.153      |
| 060802        | Bellavista        | 15.447      |
| 060803        | Chontali          | 9.810       |
| 060804        | Colasay           | 10.238      |
| 060805        | Huabal            | 7.642       |
| 060806        | Las Pirias        | 4.275       |
| 060807        | Pomahuaca         | 8.344       |
| 060808        | Pucará            | 6.834       |
| 060809        | Sallique          | 7.033       |
| 060810        | San Felipe        | 4.693       |
| 060811        | San José del Alto | 6.960       |
| 060812        | Santa Rosa        | 10.003      |

#### Provincia di San Ignacio
| Codice UBIGEO | Distretto           | Popolazione |
| ------------- | ------------------- | ----------- |
| 060901        | San Ignacio         | 34.659      |
| 060902        | Chirinos            | 14.592      |
| 060903        | Huarango            | 18.012      |
| 060904        | La Coipa            | 19.562      |
| 060905        | Namballe            | 9.098       |
| 060906        | San José de Lourdes | 17.046      |
| 060907        | Tabaconas           | 17.651      |

#### Provincia di San Marcos
| Codice UBIGEO | Distretto          | Popolazione |
| ------------- | ------------------ | ----------- |
| 061001        | Pedro Gálvez       | 19.870      |
| 061002        | Chancay            | 2.965       |
| 061003        | Eduardo Villanueva | 2.664       |
| 061004        | Gregorio Pita      | 5.136       |
| 061005        | Ichocán            | 1.901       |
| 061006        | José Manuel Quiroz | 3.544       |
| 061007        | José Sabogal       | 12.023      |

#### Provincia di San Miguel
| Codice UBIGEO | Distretto               | Popolazione |
| ------------- | ----------------------- | ----------- |
| 061101        | San Miguel              | 13.432      |
| 061102        | Bolívar                 | 1.319       |
| 061103        | Calquis                 | 4.094       |
| 061104        | Catilluc                | 2.747       |
| 061105        | El Prado                | 1.627       |
| 061106        | La Florida              | 2.165       |
| 061107        | Llapa                   | 4.481       |
| 061108        | Nanchoc                 | 1.290       |
| 061109        | Niepos                  | 3.293       |
| 061110        | San Gregorio            | 2.229       |
| 061111        | San Silvestre de Cochán | 3.652       |
| 061112        | Tongod                  | 2.688       |
| 061113        | Unión Agua Blanca       | 3.026       |

#### Provincia di San Pablo
| Codice UBIGEO | Distretto      | Popolazione |
| ------------- | -------------- | ----------- |
| 061201        | San Pablo      | 12.463      |
| 061202        | San Bernardino | 4.294       |
| 061203        | San Luis       | 958         |
| 061204        | Tumbaden       | 3.387       |

#### Provincia di Santa Cruz
| Codice UBIGEO | Distretto    | Popolazione |
| ------------- | ------------ | ----------- |
| 061301        | Santa Cruz   | 9.226       |
| 061302        | Andabamba    | 1.337       |
| 061303        | Catache      | 8.958       |
| 061304        | Chancaybaños | 3.355       |
| 061305        | La Esperanza | 2.321       |
| 061306        | Ninabamba    | 2.097       |
| 061307        | Pulán        | 3.896       |
| 061308        | Saucepampa   | 1.446       |
| 061309        | Sexi         | 425         |
| 061310        | Uticyacu     | 1.259       |
| 061311        | Yauyucan     | 2.844       |

### Regione di Callao
| Codice UBIGEO | Distretto                  | Popolazione |
| ------------- | -------------------------- | ----------- |
| 070101        | Callao                     | 451.260     |
| 070102        | Bellavista                 | 74.851      |
| 070103        | Carmen de la Legua-Reynoso | 42.240      |
| 070104        | La Perla                   | 61.417      |
| 070105        | La Punta                   | 3.829       |
| 070106        | Ventanilla                 | 315.600     |
| 070107        | Mi Perú                    | 45.297      |

### Regione di Cusco

#### Provincia di Cusco
| Codice UBIGEO | Distretto     | Popolazione |
| ------------- | ------------- | ----------- |
| 080101        | Cusco         | 114.630     |
| 080102        | Ccorca        | 2.246       |
| 080103        | Poroy         | 2.436       |
| 080104        | San Jerónimo  | 57.075      |
| 080105        | San Sebastián | 112.536     |
| 080106        | Santiago      | 94.756      |
| 080107        | Saylla        | 5.368       |
| 080108        | Wanchaq       | 58.541      |

#### Provincia di Acomayo
| Codice UBIGEO | Distretto    | Popolazione |
| ------------- | ------------ | ----------- |
| 080201        | Acomayo      | 4.532       |
| 080202        | Acopia       | 2.650       |
| 080203        | Acos         | 2.242       |
| 080204        | Mosoc Llacta | 1.096       |
| 080205        | Pomacanchi   | 7.206       |
| 080206        | Rondocan     | 1.938       |
| 080207        | Sangarará    | 3.276       |

#### Provincia di Anta
| Codice UBIGEO | Distretto     | Popolazione |
| ------------- | ------------- | ----------- |
| 080301        | Anta          | 21.674      |
| 080302        | Ancahuasi     | 6.784       |
| 080303        | Cachimayo     | 2.382       |
| 080304        | Chinchaypujio | 4.026       |
| 080305        | Huarocondo    | 4.533       |
| 080306        | Limatambo     | 7.255       |
| 080307        | Mollepata     | 3.111       |
| 080308        | Pucyura       | 2.990       |
| 080309        | Zurite        | 3.451       |

#### Provincia di Calca
| Codice UBIGEO | Distretto    | Popolazione |
| ------------- | ------------ | ----------- |
| 080401        | Calca        | 20.628      |
| 080402        | Coya         | 3.443       |
| 080403        | Lamay        | 5.313       |
| 080404        | Lares        | 5.753       |
| 080405        | Písac        | 9.884       |
| 080406        | San Salvador | 5.232       |
| 080407        | Taray        | 4.312       |
| 080408        | Yanatile     | 8.590       |

#### Provincia di Canas
| Codice UBIGEO | Distretto   | Popolazione |
| ------------- | ----------- | ----------- |
| 080501        | Yanaoca     | 8.659       |
| 080502        | Checca      | 4.985       |
| 080503        | Kunturkanki | 4.747       |
| 080504        | Langui      | 1.984       |
| 080505        | Layo        | 5.171       |
| 080506        | Pampamarca  | 1.838       |
| 080507        | Quehue      | 2.577       |
| 080508        | Tupac Amaru | 2.523       |

#### Provincia di Canchis
| Codice UBIGEO | Distretto | Popolazione |
| ------------- | --------- | ----------- |
| 080601        | Sicuani   | 57.827      |
| 080602        | Checacupe | 4.720       |
| 080603        | Combapata | 4.587       |
| 080604        | Marangani | 9.600       |
| 080605        | Pitumarca | 7.170       |
| 080606        | San Pablo | 4.224       |
| 080607        | San Pedro | 2.617       |
| 080608        | Tinta     | 5.029       |

#### Provincia di Chumbivilcas
| Codice UBIGEO | Distretto   | Popolazione |
| ------------- | ----------- | ----------- |
| 080701        | Santo Tomás | 21.728      |
| 080702        | Capacmarca  | 3.866       |
| 080703        | Chamaca     | 6.244       |
| 080704        | Colquemarca | 6.897       |
| 080705        | Livitaca    | 10.378      |
| 080706        | Llusco      | 4.368       |
| 080707        | Quiñota     | 3.786       |
| 080708        | Velille     | 9.143       |

#### Provincia di Espinar
| Codice UBIGEO | Distretto     | Popolazione |
| ------------- | ------------- | ----------- |
| 080801        | Espinar       | 34.861      |
| 080802        | Condoroma     | 870         |
| 080803        | Coporaque     | 9.627       |
| 080804        | Ocoruro       | 1.019       |
| 080805        | Pallpata      | 4.823       |
| 080806        | Pichigua      | 2.805       |
| 080807        | Suyckutambo   | 1.643       |
| 080808        | Alto Pichigua | 1.934       |

#### Provincia di La Convención
| Codice UBIGEO | Distretto        | Popolazione |
| ------------- | ---------------- | ----------- |
| 080901        | Santa Ana        | 27.999      |
| 080902        | Echarate         | 23.214      |
| 080903        | Huayopata        | 4.773       |
| 080904        | Maranura         | 4.134       |
| 080905        | Ocobamba         | 4.327       |
| 080906        | Quelloúno        | 13.311      |
| 080907        | Kimbiri          | 15.962      |
| 080908        | Santa Teresa     | 5.972       |
| 080909        | Vilcabamba       | 9.557       |
| 080910        | Pichari          | 22.691      |
| 080911        | Inkawasi         | 4.285       |
| 080912        | Villa Virgen     | 1.980       |
| 080913        | Villa Kintiarina | 1.974       |
| 080914        | Megantoni        | 6.969       |

#### Provincia di Paruro
| Codice UBIGEO | Distretto    | Popolazione |
| ------------- | ------------ | ----------- |
| 081001        | Paruro       | 3.205       |
| 081002        | Accha        | 3.028       |
| 081003        | Ccapi        | 3.079       |
| 081004        | Colcha       | 963         |
| 081005        | Huanoquite   | 4.867       |
| 081006        | Omacha       | 5.443       |
| 081007        | Paccaritambo | 2.032       |
| 081008        | Pillpinto    | 1.026       |
| 081009        | Yaurisque    | 1.924       |

#### Provincia di Paucartambo
| Codice UBIGEO | Distretto   | Popolazione |
| ------------- | ----------- | ----------- |
| 081101        | Paucartambo | 11.871      |
| 081102        | Caicay      | 2.716       |
| 081103        | Challabamba | 8.433       |
| 081104        | Colquepata  | 8.170       |
| 081105        | Huancarani  | 6.911       |
| 081106        | Kosñipata   | 4.403       |

#### Provincia di Quispicanchi
| Codice UBIGEO | Distretto      | Popolazione |
| ------------- | -------------- | ----------- |
| 081201        | Urcos          | 10.614      |
| 081202        | Andahuaylillas | 5.797       |
| 081203        | Camanti        | 2.219       |
| 081204        | Ccarhuayo      | 2.863       |
| 081205        | Ccatca         | 13.295      |
| 081206        | Cusipata       | 4.221       |
| 081207        | Huaro          | 4.505       |
| 081208        | Lucre          | 4.606       |
| 081209        | Marcapata      | 4.307       |
| 081210        | Ocongate       | 15.223      |
| 081211        | Oropesa        | 9.444       |
| 081212        | Quiquijana     | 10.336      |

#### Provincia di Urubamba
| Codice UBIGEO | Distretto     | Popolazione |
| ------------- | ------------- | ----------- |
| 081301        | Urubamba      | 20.082      |
| 081302        | Chinchero     | 10.477      |
| 081303        | Huayllabamba  | 5.499       |
| 081304        | Machupicchu   | 5.347       |
| 081305        | Maras         | 5.946       |
| 081306        | Ollantaytambo | 10.165      |
| 081307        | Yucay         | 3.223       |

### Regione di Huancavelica

#### Provincia di Huancavelica
| Codice UBIGEO | Distretto        | Popolazione |
| ------------- | ---------------- | ----------- |
| 090101        | Huancavelica     | 39.776      |
| 090102        | Acobambilla      | 2.020       |
| 090103        | Acoria           | 17.800      |
| 090104        | Conayca          | 851         |
| 090105        | Cuenca           | 1.137       |
| 090106        | Huachocolpa      | 1.875       |
| 090107        | Huayllahuara     | 637         |
| 090108        | Izcuchaca        | 846         |
| 090109        | Laria            | 746         |
| 090110        | Manta            | 953         |
| 090111        | Mariscal Cáceres | 509         |
| 090112        | Moya             | 982         |
| 090113        | Nueva Occoro     | 1.686       |
| 090114        | Palca            | 2.005       |
| 090115        | Pilchaca         | 500         |
| 090116        | Vilca            | 1.891       |
| 090117        | Yauli            | 19.237      |
| 090118        | Ascensión        | 15.566      |
| 090119        | Huando           | 6.037       |

#### Provincia di Acobamba
| Codice UBIGEO | Distretto | Popolazione |
| ------------- | --------- | ----------- |
| 090201        | Acobamba  | 8.980       |
| 090202        | Andabamba | 3.223       |
| 090203        | Anta      | 4.540       |
| 090204        | Caja      | 1.842       |
| 090205        | Marcas    | 1.529       |
| 090206        | Paucará   | 10.415      |
| 090207        | Pomacocha | 2.829       |
| 090208        | Rosario   | 4.850       |

#### Provincia di Angaraes
| Codice UBIGEO | Distretto                | Popolazione |
| ------------- | ------------------------ | ----------- |
| 090301        | Lircay                   | 22.991      |
| 090302        | Anchonga                 | 7.115       |
| 090303        | Callanmarca              | 625         |
| 090304        | Ccochaccasa              | 2.956       |
| 090305        | Chincho                  | 943         |
| 090306        | Congalla                 | 3.544       |
| 090307        | Huanca-Huanca            | 1.337       |
| 090308        | Huayllay Grande          | 1.111       |
| 090309        | Julcamarca               | 1.736       |
| 090310        | San Antonio de Antaparco | 2.323       |
| 090311        | Santo Tomás de Pata      | 1.436       |
| 090312        | Secclla                  | 3.090       |

#### Provincia di Castrovirreyna
| Codice UBIGEO | Distretto      | Popolazione |
| ------------- | -------------- | ----------- |
| 090401        | Castrovirreyna | 2.929       |
| 090402        | Arma           | 977         |
| 090403        | Aurahua        | 1.468       |
| 090404        | Capillas       | 903         |
| 090405        | Chupamarca     | 888         |
| 090406        | Cocas          | 703         |
| 090407        | Huachos        | 919         |
| 090408        | Huamatambo     | 388         |
| 090409        | Mollepampa     | 1.142       |
| 090410        | San Juan       | 673         |
| 090411        | Santa Ana      | 863         |
| 090412        | Tantara        | 648         |
| 090413        | Ticrapo        | 1.481       |

#### Provincia di Churcampa
| Codice UBIGEO | Distretto            | Popolazione |
| ------------- | -------------------- | ----------- |
| 090501        | Churcampa            | 5.088       |
| 090502        | Anco                 | 5.368       |
| 090503        | Chinchihuasi         | 1.979       |
| 090504        | El Carmen            | 2.429       |
| 090505        | La Merced            | 1.078       |
| 090506        | Locroja              | 3.372       |
| 090507        | Paucarbamba          | 4.346       |
| 090508        | San Miguel de Mayocc | 745         |
| 090509        | San Pedro de Coris   | 3.445       |
| 090510        | Pachamarca           | 1.856       |
| 090511        | Cosme                | 2.832       |

#### Provincia di Huaytará
| Codice UBIGEO | Distretto                   | Popolazione |
| ------------- | --------------------------- | ----------- |
| 090601        | Huaytará                    | 2.146       |
| 090602        | Ayaví                       | 745         |
| 090603        | Córdova                     | 1.005       |
| 090604        | Huayacundo Arma             | 448         |
| 090605        | Laramarca                   | 845         |
| 090606        | Ocoyo                       | 812         |
| 090607        | Pilpichaca                  | 2.758       |
| 090608        | Querco                      | 1.032       |
| 090609        | Quito-Arma                  | 686         |
| 090610        | San Antonio de Cusicancha   | 1.358       |
| 090611        | San Francisco de Sangayaico | 920         |
| 090612        | San Isidro                  | 1.054       |
| 090613        | Santiago de Chocorvos       | 1.671       |
| 090614        | Santiago de Quirahuara      | 376         |
| 090615        | Santo Domingo de Capillas   | 724         |
| 090616        | Tambo                       | 667         |

#### Provincia di Tayacaja
| Codice UBIGEO | Distretto             | Popolazione |
| ------------- | --------------------- | ----------- |
| 090701        | Pampas                | 10.061      |
| 090702        | Acostambo             | 3.266       |
| 090703        | Acraquía              | 3.522       |
| 090704        | Ahuaycha              | 3.873       |
| 090705        | Colcabamba            | 11.068      |
| 090706        | Daniel Hernández      | 9.089       |
| 090707        | Huachocolpa           | 3.218       |
| 090709        | Ñahuimpuquio          | 3.003       |
| 090710        | Pazos                 | 1.480       |
| 090711        | Quishuar              | 5.159       |
| 090713        | Salcahuasi            | 731         |
| 090714        | San Marcos de Rocchac | 3.828       |
| 090715        | Surcubamba            | 2.616       |
| 090716        | Tintay Puncu          | 1.813       |
| 090717        | Quichuas              | 4.601       |
| 090718        | Andaymarca            | 3.010       |
| 090719        | Roble                 | 3.945       |
| 090720        | Pichos                | 2.373       |
| 090721        | Santiago de Tucuma    | 1.300       |
| -             | Lambras               |             |
| -             | Cochabamba            |             |

### Regione di Huánuco

#### Provincia di Huánuco
| Codice UBIGEO | Distretto               | Popolazione |
| ------------- | ----------------------- | ----------- |
| 100101        | Huánuco                 | 89.502      |
| 100102        | Amarilis                | 81.461      |
| 100103        | Chinchao                | 13.135      |
| 100104        | Churubamba              | 15.670      |
| 100105        | Margos                  | 4.364       |
| 100106        | Quisqui                 | 3.453       |
| 100107        | San Francisco de Cayrán | 4.788       |
| 100108        | San Pedro de Chaulán    | 2.789       |
| 100109        | Santa María del Valle   | 19.226      |
| 100110        | Yarumayo                | 1.545       |
| 100111        | Pillco Marca            | 43.818      |
| 100112        | Yacus                   | 5.296       |
| 100113        | San Pablo de Pillao     | 8.350       |

#### Provincia di Ambo
| Codice UBIGEO | Distretto     | Popolazione |
| ------------- | ------------- | ----------- |
| 100201        | Ambo          | 20.886      |
| 100202        | Cayna         | 2.502       |
| 100203        | Colpas        | 1.731       |
| 100204        | Conchamarca   | 4.441       |
| 100205        | Huacar        | 7.449       |
| 100206        | San Francisco | 1.561       |
| 100207        | San Rafael    | 8.928       |
| 100208        | Tomay Kichwa  | 3.382       |

#### Provincia di Dos de Mayo
| Codice UBIGEO | Distretto | Popolazione |
| ------------- | --------- | ----------- |
| 100301        | La Unión  | 6.634       |
| 100307        | Chuquis   | 3.364       |
| 100311        | Marías    | 5.571       |
| 100313        | Pachas    | 5.393       |
| 100316        | Quivilla  | 1.228       |
| 100317        | Ripán     | 5.320       |
| 100321        | Shunqui   | 1.696       |
| 100322        | Sillapata | 1.814       |
| 100323        | Yanas     | 2.238       |

#### Provincia di Huacaybamba
| Codice UBIGEO | Distretto   | Popolazione |
| ------------- | ----------- | ----------- |
| 100401        | Huacaybamba | 5.868       |
| 100402        | Canchabamba | 2.718       |
| 100403        | Cochabamba  | 1.576       |
| 100404        | Pinra       | 6.389       |

#### Provincia di Huamalíes
| Codice UBIGEO | Distretto          | Popolazione |
| ------------- | ------------------ | ----------- |
| 100501        | Llata              | 13.403      |
| 100502        | Arancay            | 1.356       |
| 100503        | Chavín de Pariarca | 3.793       |
| 100504        | Jacas Grande       | 5.603       |
| 100505        | Jircan             | 1.412       |
| 100506        | Miraflores         | 3.127       |
| 100507        | Monzón             | 12.368      |
| 100508        | Punchao            | 2.009       |
| 100509        | Puños              | 4.062       |
| 100510        | Singa              | 3.129       |
| 100511        | Tantamayo          | 1.777       |

#### Provincia di Leoncio Prado
| Codice UBIGEO | Distretto              | Popolazione |
| ------------- | ---------------------- | ----------- |
| 100601        | Rupa-Rupa              | 53.066      |
| 100602        | Daniel Alomía Robles   | 6.142       |
| 100603        | Hermilio Valdizán      | 3.475       |
| 100604        | José Crespo y Castillo | 22.149      |
| 100605        | Luyando                | 8.951       |
| 100606        | Mariano Dámaso Beraun  | 10.048      |
| 100607        | Pucayacu               | 3.724       |
| 100608        | Castillo Grande        | 13.568      |
| 100609        | Pueblo Nuevo           | 4.143       |
| 100610        | Santo Domingo de Anda  | 2.527       |

#### Provincia di Marañón
| Codice UBIGEO | Distretto                    | Popolazione |
| ------------- | ---------------------------- | ----------- |
| 100701        | Huacrachuco                  | 14.150      |
| 100702        | Cholón                       | 5.372       |
| 100703        | San Buenaventura             | 2.111       |
| 100704        | La Morada                    | 2.790       |
| 100705        | Santa Rosa de Alto Yanajanca | 2.199       |

#### Provincia di Pachitea
| Codice UBIGEO | Distretto | Popolazione |
| ------------- | --------- | ----------- |
| 100801        | Panao     | 17.449      |
| 100802        | Chaglla   | 10.103      |
| 100803        | Molino    | 10.552      |
| 100804        | Umari     | 11.055      |

#### Provincia di Puerto Inca
| Codice UBIGEO | Distretto       | Popolazione |
| ------------- | --------------- | ----------- |
| 100901        | Puerto Inca     | 9.407       |
| 100902        | Codo del Pozuzo | 7.101       |
| 100903        | Honoria         | 4.814       |
| 100904        | Tournavista     | 5.447       |
| 100905        | Yuyapichis      | 5.769       |

#### Provincia di Lauricocha
| Codice UBIGEO | Distretto             | Popolazione |
| ------------- | --------------------- | ----------- |
| 101001        | Jesús                 | 4.193       |
| 101002        | Baños                 | 1.956       |
| 101003        | Jivia                 | 1.011       |
| 101004        | Queropalca            | 1.009       |
| 101005        | Rondos                | 3.595       |
| 101006        | San Francisco de Asís | 1.296       |
| 101007        | San Miguel de Cauri   | 5.853       |

#### Provincia di Yarowilca
| Codice UBIGEO | Distretto        | Popolazione |
| ------------- | ---------------- | ----------- |
| 101101        | Chavinillo       | 4.789       |
| 101102        | Cahuac           | 1.156       |
| 101103        | Chacabamba       | 1.110       |
| 101104        | Aparicio Pomares | 4.735       |
| 101105        | Jacas Chico      | 1.110       |
| 101106        | Obas             | 3.845       |
| 101107        | Pampamarca       | 1.128       |
| 101108        | Choras           | 2.024       |

### Regione di Ica

#### Provincia di Ica
| Codice UBIGEO | Distretto               | Popolazione |
| ------------- | ----------------------- | ----------- |
| 110101        | Ica                     | 150.280     |
| 110102        | La Tinguiña             | 39.574      |
| 110103        | Los Aquijes             | 21.963      |
| 110104        | Ocucaje                 | 4.392       |
| 110105        | Pachacutec              | 7.411       |
| 110106        | Parcona                 | 54.047      |
| 110107        | Pueblo Nuevo            | 6.395       |
| 110108        | Salas                   | 25.767      |
| 110109        | San José de los Molinos | 6.987       |
| 110110        | San Juan Bautista       | 13.846      |
| 110111        | Santiago                | 27.645      |
| 110112        | Subtanjalla             | 27.387      |
| 110113        | Tate                    | 4.709       |
| 110114        | Yauca del Rosario       | 1.116       |

#### Provincia di Chincha
| Codice UBIGEO | Distretto               | Popolazione |
| ------------- | ----------------------- | ----------- |
| 110201        | Chincha Alta            | 66.349      |
| 110202        | Alto Larán              | 7.783       |
| 110203        | Chavín                  | 2.071       |
| 110204        | Chincha Baja            | 13.009      |
| 110205        | El Carmen               | 12.369      |
| 110206        | Grocio Prado            | 25.294      |
| 110207        | Pueblo Nuevo            | 62.604      |
| 110208        | San Juan de Yanac       | 1.129       |
| 110209        | San Pedro de Huacarpana | 992         |
| 110210        | Sunampe                 | 29.079      |
| 110211        | Tambo de Mora           | 5.434       |

#### Provincia di Nazca
| Codice UBIGEO | Distretto    | Popolazione |
| ------------- | ------------ | ----------- |
| 110301        | Nazca        | 27.632      |
| 110302        | Changuillo   | 1.950       |
| 110303        | El Ingenio   | 3.134       |
| 110304        | Marcona      | 15.981      |
| 110305        | Vista Alegre | 20.460      |

#### Provincia di Palpa
| Codice UBIGEO | Distretto  | Popolazione |
| ------------- | ---------- | ----------- |
| 110401        | Palpa      | 7.748       |
| 110402        | Llipata    | 1.555       |
| 110403        | Río Grande | 2.658       |
| 110404        | Santa Cruz | 927         |
| 110405        | Tibillo    | 344         |

#### Provincia di Pisco
| Codice UBIGEO | Distretto        | Popolazione |
| ------------- | ---------------- | ----------- |
| 110501        | Pisco            | 67.467      |
| 110502        | Huancano         | 1.379       |
| 110503        | Humay            | 5.408       |
| 110504        | Independencia    | 12.987      |
| 110505        | Paracas          | 7.147       |
| 110506        | San Andrés       | 13.767      |
| 110507        | San Clemente     | 24.814      |
| 110508        | Túpac Amaru Inca | 17.775      |

### Regione di Junín

#### Provincia di Huancayo
| Codice UBIGEO | Distretto                 | Popolazione |
| ------------- | ------------------------- | ----------- |
| 120101        | Huancayo                  | 119.993     |
| 120104        | Carhuacallanga            | 506         |
| 120105        | Chacapampa                | 959         |
| 120106        | Chicche                   | 741         |
| 120107        | Chilca                    | 91.851      |
| 120108        | Chongos Alto              | 1.484       |
| 120111        | Chupuro                   | 1.946       |
| 120112        | Colca                     | 1.017       |
| 120113        | Cullhuas                  | 1.335       |
| 120114        | El Tambo                  | 166.359     |
| 120116        | Huacrapuquio              | 1.366       |
| 120117        | Hualhuas                  | 5.251       |
| 120119        | Huancán                   | 24.830      |
| 120120        | Huasicancha               | 829         |
| 120121        | Huayucachi                | 9.800       |
| 120122        | Ingenio                   | 2.376       |
| 120124        | Pariahuanca               | 5.130       |
| 120125        | Pilcomayo                 | 20.055      |
| 120126        | Pucará                    | 4.748       |
| 120127        | Quichuay                  | 1.852       |
| 120128        | Quilcas                   | 3.904       |
| 120129        | San Agustín de Cajas      | 15.281      |
| 120130        | San Jerónimo de Tunán     | 11.601      |
| 120132        | San Pedro de Saño         | 5.512       |
| 120133        | Sapallanga                | 21.096      |
| 120134        | Sicaya                    | 16.932      |
| 120135        | Santo Domingo de Acobamba | 6.222       |
| 120136        | Viques                    | 2.639       |

#### Provincia di Concepción
| Codice UBIGEO | Distretto           | Popolazione |
| ------------- | ------------------- | ----------- |
| 120201        | Concepción          | 15.428      |
| 120202        | Aco                 | 1.642       |
| 120203        | Andamarca           | 3.502       |
| 120204        | Chambara            | 2.550       |
| 120205        | Cochas              | 1.923       |
| 120206        | Comas               | 5.377       |
| 120207        | Heroínas Toledo     | 972         |
| 120208        | Manzanares          | 1.478       |
| 120209        | Mariscal Castilla   | 1.394       |
| 120210        | Matahuasi           | 5.537       |
| 120211        | Mito                | 1.382       |
| 120212        | Nueve de Julio      | 2.287       |
| 120213        | Orcotuna            | 4.738       |
| 120214        | San José de Quero   | 5.398       |
| 120215        | Santa Rosa de Ocopa | 1.983       |

#### Provincia di Chanchamayo
| Codice UBIGEO | Distretto          | Popolazione |
| ------------- | ------------------ | ----------- |
| 120301        | Chanchamayo        | 27.790      |
| 120302        | Perené             | 52.874      |
| 120303        | Pichanaqui         | 39.054      |
| 120304        | San Luis de Shuaro | 4.157       |
| 120305        | San Ramón          | 25.800      |
| 120306        | Vitoc              | 1.814       |

#### Provincia di Jauja
| Codice UBIGEO | Distretto           | Popolazione |
| ------------- | ------------------- | ----------- |
| 120401        | Jauja               | 17.908      |
| 120402        | Acolla              | 6.077       |
| 120403        | Apata               | 4.284       |
| 120404        | Ataura              | 1.264       |
| 120405        | Canchayllo          | 1.601       |
| 120406        | Curicaca            | 1.410       |
| 120407        | El Mantaro          | 2.598       |
| 120408        | Huamalí             | 1.646       |
| 120409        | Huaripampa          | 1.000       |
| 120410        | Huertas             | 2.041       |
| 120411        | Janjaillo           | 558         |
| 120412        | Julcán              | 745         |
| 120413        | Leonor Ordóñez      | 1.553       |
| 120414        | Llocllapampa        | 1.143       |
| 120415        | Marco               | 1.451       |
| 120416        | Masma               | 1.732       |
| 120417        | Masma Chicche       | 732         |
| 120418        | Molinos             | 1.573       |
| 120419        | Monobamba           | 1.662       |
| 120420        | Muqui               | 1.017       |
| 120421        | Muquiyauyo          | 2.335       |
| 120422        | Paca                | 892         |
| 120423        | Paccha              | 1.450       |
| 120424        | Pancán              | 1.226       |
| 120425        | Parco               | 1.153       |
| 120426        | Pomacancha          | 1.427       |
| 120427        | Ricrán              | 1.296       |
| 120428        | San Lorenzo         | 2.538       |
| 120429        | San Pedro de Chunán | 702         |
| 120430        | Sausa               | 3.060       |
| 120431        | Sincos              | 4.056       |
| 120432        | Tunanmarca          | 1.038       |
| 120433        | Yauli               | 1.097       |
| 120434        | Yauyos              | 8.992       |

#### Provincia di Junín
| Codice UBIGEO | Distretto  | Popolazione |
| ------------- | ---------- | ----------- |
| 120501        | Junín      | 10.976      |
| 120502        | Carhuamayo | 6.638       |
| 120503        | Ondores    | 1.236       |
| 120504        | Ulcumayo   | 4.283       |

#### Provincia di Satipo
| Codice UBIGEO | Distretto        | Popolazione |
| ------------- | ---------------- | ----------- |
| 120601        | Satipo           | 37.075      |
| 120602        | Coviriali        | 5.778       |
| 120603        | Llaylla          | 6.544       |
| 120604        | Mazamari         | 35.719      |
| 120605        | Pampa Hermosa    | 3.690       |
| 120606        | Pangoa           | 54.240      |
| 120607        | Río Negro        | 30.651      |
| 120608        | Río Tambo        | 26.036      |
| 120609        | Vizcatán del Ene | 4.252       |

#### Provincia di Tarma
| Codice UBIGEO | Distretto          | Popolazione |
| ------------- | ------------------ | ----------- |
| 120701        | Tarma              | 47.775      |
| 120702        | Acobamba           | 9.500       |
| 120703        | Huaricolca         | 1.899       |
| 120704        | Huasahuasi         | 9.901       |
| 120705        | La Unión           | 3.514       |
| 120706        | Palca              | 5.543       |
| 120707        | Palcamayo          | 3.438       |
| 120708        | San Pedro de Cajas | 3.547       |
| 120709        | Tapo               | 4.473       |

#### Provincia di Yauli
| Codice UBIGEO | Distretto                    | Popolazione |
| ------------- | ---------------------------- | ----------- |
| 120801        | La Oroya                     | 14.021      |
| 120802        | Chacapalpa                   | 687         |
| 120803        | Huay-Huay                    | 1.947       |
| 120804        | Marcapomacocha               | 835         |
| 120805        | Morococha                    | 5.155       |
| 120806        | Paccha                       | 1.633       |
| 120807        | Santa Barbara de Carhuacayan | 1.104       |
| 120808        | Santa Rosa de Sacco          | 8.977       |
| 120809        | Suitucancha                  | 690         |
| 120810        | Yauli                        | 5.341       |

#### Provincia di Chupaca
| Codice UBIGEO | Distretto         | Popolazione |
| ------------- | ----------------- | ----------- |
| 120901        | Chupaca           | 20.341      |
| 120902        | Ahuac             | 6.267       |
| 120903        | Chongos Bajo      | 4.537       |
| 120904        | Huachac           | 2.948       |
| 120905        | Huamancaca Chico  | 8.766       |
| 120906        | San Juan de Yscos | 2.228       |
| 120907        | San Juan de Jarpa | 2.658       |
| 120908        | Tres de Diciembre | 2.665       |
| 120909        | Yanacancha        | 2.578       |

### Regione di La Libertad

#### Provincia di Trujillo
| Codice UBIGEO | Distretto            | Popolazione |
| ------------- | -------------------- | ----------- |
| 130101        | Trujillo             | 314.939     |
| 130102        | El Porvenir          | 190.461     |
| 130103        | Florencia de Mora    | 37.262      |
| 130104        | Huanchaco            | 68.409      |
| 130105        | La Esperanza         | 189.206     |
| 130106        | Laredo               | 37.206      |
| 130107        | Moche                | 37.436      |
| 130108        | Poroto               | 3.586       |
| 130109        | Salaverry            | 18.944      |
| 130110        | Simbal               | 4.061       |
| 130111        | Víctor Larco Herrera | 68.506      |

#### Provincia di Ascope
| Codice UBIGEO | Distretto        | Popolazione |
| ------------- | ---------------- | ----------- |
| 130201        | Ascope           | 6.462       |
| 130202        | Chicama          | 15.267      |
| 130203        | Chocope          | 9.321       |
| 130204        | Magdalena de Cao | 2.463       |
| 130205        | Paiján           | 25.913      |
| 130206        | Rázuri           | 8.664       |
| 130207        | Santiago de Cao  | 19.204      |
| 130208        | Casa Grande      | 28.492      |

#### Provincia di Bolívar
| Codice UBIGEO | Distretto   | Popolazione |
| ------------- | ----------- | ----------- |
| 130301        | Bolívar     | 4.455       |
| 130302        | Bambamarca  | 2.908       |
| 130303        | Condormarca | 1.914       |
| 130304        | Longotea    | 2.098       |
| 130305        | Uchumarca   | 2.246       |
| 130306        | Ucuncha     | 836         |

#### Provincia di Chepén
| Codice UBIGEO | Distretto    | Popolazione |
| ------------- | ------------ | ----------- |
| 130401        | Chepén       | 45.733      |
| 130402        | Pacanga      | 21.056      |
| 130403        | Pueblo Nuevo | 11.629      |

#### Provincia di Julcán
| Codice UBIGEO | Distretto | Popolazione |
| ------------- | --------- | ----------- |
| 130501        | Julcán    | 11.505      |
| 130502        | Calamarca | 4.866       |
| 130503        | Carabamba | 6.221       |
| 130504        | Huaso     | 5.432       |

#### Provincia di Otuzco
| Codice UBIGEO | Distretto  | Popolazione |
| ------------- | ---------- | ----------- |
| 130601        | Otuzco     | 24.169      |
| 130602        | Agallpampa | 9.252       |
| 130604        | Charat     | 2.420       |
| 130605        | Huaranchal | 3.940       |
| 130606        | La Cuesta  | 614         |
| 130608        | Mache      | 2.693       |
| 130610        | Paranday   | 523         |
| 130611        | Salpo      | 5.831       |
| 130613        | Sinsicap   | 7.032       |
| 130614        | Usquil     | 21.388      |

#### Provincia di Pacasmayo
| Codice UBIGEO | Distretto         | Popolazione |
| ------------- | ----------------- | ----------- |
| 130701        | San Pedro de Lloc | 17.637      |
| 130702        | Guadalupe         | 40.217      |
| 130703        | Jequetepeque      | 4.136       |
| 130704        | Pacasmayo         | 28.959      |
| 130705        | San José          | 11.948      |

#### Provincia di Pataz
| Codice UBIGEO | Distretto           | Popolazione |
| ------------- | ------------------- | ----------- |
| 130801        | Tayabamba           | 12.490      |
| 130802        | Buldibuyo           | 3.812       |
| 130803        | Chillia             | 11.678      |
| 130804        | Huancaspata         | 5.877       |
| 130805        | Huaylillas          | 1.158       |
| 130806        | Huayo               | 3.478       |
| 130807        | Ongón               | 1.250       |
| 130808        | Parcoy              | 18.730      |
| 130809        | Pataz               | 8.937       |
| 130810        | Pías                | 1.656       |
| 130811        | Santiago de Challas | 2.210       |
| 130812        | Taurija             | 2.779       |
| 130813        | Urpay               | 2.048       |

#### Provincia di Sánchez Carrión
| Codice UBIGEO | Distretto   | Popolazione |
| ------------- | ----------- | ----------- |
| 130901        | Huamachuco  | 66.902      |
| 130902        | Chugay      | 16.769      |
| 130903        | Cochorco    | 8.398       |
| 130904        | Curgos      | 7.822       |
| 130905        | Marcabal    | 10.431      |
| 130906        | Sanagorán   | 12.922      |
| 130907        | Sarín       | 8.916       |
| 130908        | Sartimbamba | 12.245      |

#### Provincia di Santiago de Chuco
| Codice UBIGEO | Distretto           | Popolazione |
| ------------- | ------------------- | ----------- |
| 131001        | Santiago de Chuco   | 18.311      |
| 131002        | Angasmarca          | 4.810       |
| 131003        | Cachicadán          | 5.319       |
| 131004        | Mollebamba          | 1.734       |
| 131005        | Mollepata           | 2.339       |
| 131006        | Quiruvilca          | 12.291      |
| 131007        | Santa Cruz de Chuca | 2.852       |
| 131008        | Sitabamba           | 3.240       |

#### Provincia di Gran Chimú
| Codice UBIGEO | Distretto | Popolazione |
| ------------- | --------- | ----------- |
| 131101        | Cascas    | 13.374      |
| 131102        | Lucma     | 4.725       |
| 131103        | Marmot    | 2.407       |
| 131104        | Sayapullo | 6.386       |

#### Provincia di Virú
| Codice UBIGEO | Distretto   | Popolazione |
| ------------- | ----------- | ----------- |
| 131201        | Virú        | 52.407      |
| 131202        | Chao        | 32.842      |
| 131203        | Guadalupito | 7.075       |

### Regione di Lambayeque

#### Provincia di Chiclayo
| Codice UBIGEO | Distretto           | Popolazione |
| ------------- | ------------------- | ----------- |
| 140101        | Chiclayo            | 270.496     |
| 140102        | Chongoyape          | 18.364      |
| 140103        | Eten                | 11.993      |
| 140104        | Puerto Eten         | 2.342       |
| 140105        | José Leonardo Ortiz | 156.498     |
| 140106        | La Victoria         | 90.912      |
| 140107        | Lagunas             | 9.986       |
| 140108        | Monsefú             | 32.225      |
| 140109        | Nueva Arica         | 2.458       |
| 140110        | Oyotún              | 8.201       |
| 140111        | Picsi               | 12.704      |
| 140112        | Pimentel            | 44.602      |
| 140113        | Reque               | 15.744      |
| 140114        | Santa Rosa          | 12.350      |
| 140115        | Saña                | 11.617      |
| 140116        | Cayalti             | 14.809      |
| 140117        | Patapo              | 22.624      |
| 140118        | Pomalca             | 25.267      |
| 140119        | Pucalá              | 8.701       |
| 140120        | Tumán               | 27.782      |

#### Provincia di Ferreñafe
| Codice UBIGEO | Distretto                   | Popolazione |
| ------------- | --------------------------- | ----------- |
| 140201        | Ferreñafe                   | 34.229      |
| 140202        | Cañaris                     | 11.366      |
| 140203        | Incahuasi                   | 13.858      |
| 140204        | Manuel Antonio Mesones Muro | 3.808       |
| 140205        | PÍtipo                      | 19.651      |
| 140206        | Pueblo Nuevo                | 14.503      |

#### Provincia di Lambayeque
| Codice UBIGEO | Distretto  | Popolazione |
| ------------- | ---------- | ----------- |
| 140301        | Lambayeque | 71.425      |
| 140302        | Chochope   | 1.407       |
| 140303        | Illimo     | 8.856       |
| 140304        | Jayanca    | 17.204      |
| 140305        | Mochumi    | 18.401      |
| 140306        | Mórrope    | 48.209      |
| 140307        | Motupe     | 29.836      |
| 140308        | Olmos      | 46.484      |
| 140309        | Pacora     | 8.060       |
| 140310        | Salas      | 12.595      |
| 140311        | San José   | 15.846      |
| 140312        | Túcume     | 21.847      |

### Provincia di Lima
| Codice UBIGEO | Distretto               | Popolazione |
| ------------- | ----------------------- | ----------- |
| 150101        | Lima                    | 268.352     |
| 150102        | Ancón                   | 62.928      |
| 150103        | Ate                     | 599.196     |
| 150104        | Barranco                | 34.378      |
| 150105        | Breña                   | 85.309      |
| 150106        | Carabayllo              | 333.045     |
| 150107        | Chaclacayo              | 42.912      |
| 150108        | Chorrillos              | 314.241     |
| 150109        | Cieneguilla             | 34.684      |
| 150110        | Comas                   | 520.450     |
| 150111        | El Agustino             | 198.862     |
| 150112        | Independencia           | 211.360     |
| 150113        | Jesús María             | 75.359      |
| 150114        | La Molina               | 140.679     |
| 150115        | La Victoria             | 173.630     |
| 150116        | Lince                   | 54.711      |
| 150117        | Los Olivos              | 325.884     |
| 150118        | Lurigancho              | 240.814     |
| 150119        | Lurín                   | 89.195      |
| 150120        | Magdalena del Mar       | 60.290      |
| 150121        | Pueblo Libre            | 83.323      |
| 150122        | Miraflores              | 99.337      |
| 150123        | Pachacámac              | 110.071     |
| 150124        | Pucusana                | 14.891      |
| 150125        | Puente Piedra           | 329.675     |
| 150126        | Punta Hermosa           | 15.874      |
| 150127        | Punta Negra             | 7.074       |
| 150128        | Rímac                   | 174.785     |
| 150129        | San Bartolo             | 7.482       |
| 150130        | San Borja               | 113.247     |
| 150131        | San Isidro              | 60.735      |
| 150132        | San Juan de Lurigancho  | 1038 495    |
| 150133        | San Juan de Miraflores  | 355.219     |
| 150134        | San Luis                | 52.082      |
| 150135        | San Martín de Porres    | 654.083     |
| 150136        | San Miguel              | 155.384     |
| 150137        | Santa Anita             | 196.214     |
| 150138        | Santa María del Mar     | 999         |
| 150139        | Santa Rosa              | 27.863      |
| 150140        | Santiago de Surco       | 329.152     |
| 150141        | Surquillo               | 91.023      |
| 150142        | Villa El Salvador       | 393.254     |
| 150143        | Villa María del Triunfo | 398.433     |

### Regione di Lima

#### Provincia di Barranca
| Codice UBIGEO | Distretto   | Popolazione |
| ------------- | ----------- | ----------- |
| 150201        | Barranca    | 68.324      |
| 150202        | Paramonga   | 21.453      |
| 150203        | Pativilca   | 17.431      |
| 150204        | Supe        | 24.318      |
| 150205        | Puerto Supe | 12.855      |

#### Provincia di Cajatambo
| Codice UBIGEO | Distretto | Popolazione |
| ------------- | --------- | ----------- |
| 150301        | Cajatambo | 2.082       |
| 150302        | Copa      | 858         |
| 150303        | Gorgor    | 1.672       |
| 150304        | Huancapón | 984         |
| 150305        | Manás     | 963         |

#### Provincia di Canta
| Codice UBIGEO | Distretto            | Popolazione |
| ------------- | -------------------- | ----------- |
| 150401        | Canta                | 2.385       |
| 150402        | Arahuay              | 596         |
| 150403        | Huamantanga          | 686         |
| 150404        | Huaros               | 760         |
| 150405        | Lachaqui             | 856         |
| 150406        | San Buenaventura     | 555         |
| 150407        | Santa Rosa de Quives | 5.710       |

#### Provincia di Cañete
| Codice UBIGEO | Distretto             | Popolazione |
| ------------- | --------------------- | ----------- |
| 150501        | San Vicente de Cañete | 54.775      |
| 150502        | Asia                  | 9.784       |
| 150503        | Calango               | 2.269       |
| 150504        | Cerro Azul            | 8.328       |
| 150505        | Chilca                | 21.573      |
| 150506        | Coayllo               | 1.043       |
| 150507        | Imperial              | 38.925      |
| 150508        | Lunahuaná             | 4.393       |
| 150509        | Mala                  | 32.717      |
| 150510        | Nuevo Imperial        | 26.233      |
| 150511        | Pacarán               | 1.686       |
| 150512        | Quilmaná              | 16.091      |
| 150513        | San Antonio           | 4.343       |
| 150514        | San Luis              | 13.436      |
| 150515        | Santa Cruz de Flores  | 3.103       |
| 150516        | Zúñiga                | 1.314       |

#### Provincia di Huaral
| Codice UBIGEO | Distretto                | Popolazione |
| ------------- | ------------------------ | ----------- |
| 150601        | Huaral                   | 99.915      |
| 150602        | Atavillos Alto           | 687         |
| 150603        | Atavillos Bajo           | 902         |
| 150604        | Aucallama                | 19.464      |
| 150605        | Chancay                  | 56.920      |
| 150606        | Ihuarí                   | 2.037       |
| 150607        | Lampián                  | 336         |
| 150608        | Pacaraos                 | 1.028       |
| 150609        | San Miguel de Acos       | 648         |
| 150610        | Santa Cruz de Andamarca  | 830         |
| 150611        | Sumbilca                 | 720         |
| 150612        | Veintisiete de Noviembre | 411         |

#### Provincia di Huarochirí
| Codice UBIGEO | Distretto                    | Popolazione |
| ------------- | ---------------------------- | ----------- |
| 150701        | Matucana                     | 4.058       |
| 150702        | Antioquía                    | 1.225       |
| 150703        | Callahuanca                  | 798         |
| 150704        | Carampoma                    | 331         |
| 150705        | Chicla                       | 3.826       |
| 150706        | Cuenca                       | 449         |
| 150707        | Huachupampa                  | 609         |
| 150708        | Huanza                       | 875         |
| 150709        | Huarochirí                   | 1.302       |
| 150710        | Lahuaytambo                  | 616         |
| 150711        | Langa                        | 889         |
| 150712        | Laraos                       | 666         |
| 150713        | Mariatana                    | 1.357       |
| 150714        | Ricardo Palma                | 6.542       |
| 150715        | San Andrés de Tupicocha      | 1.320       |
| 150716        | San Antonio de Chaclla       | 912         |
| 150717        | San Bartolomé                | 1.139       |
| 150718        | San Damián                   | 1.202       |
| 150719        | San Juan de Iris             | 699         |
| 150720        | San Juan de Tantaranche      | 374         |
| 150721        | San Lorenzo de Quinti        | 1.223       |
| 150722        | San Mateo                    | 4.245       |
| 150723        | San Mateo de Otao            | 1.335       |
| 150724        | San Pedro de Casta           | 928         |
| 150725        | San Pedro de Huancayre       | 210         |
| 150726        | Sangallaya                   | 30          |
| 150727        | Santa Cruz de Cocachacra     | 2.486       |
| 150728        | Santa Eulalia                | 12.636      |
| 150729        | Santiago de Anchucaya        | 320         |
| 150730        | Santiago de Tuna             | 411         |
| 150731        | Santo Domingo de los Olleros | 3.125       |
| 150732        | Surco                        | 1.407       |

#### Provincia di Huaura
| Codice UBIGEO | Distretto         | Popolazione |
| ------------- | ----------------- | ----------- |
| 150801        | Huacho            | 63.142      |
| 150802        | Ámbar             | 2.208       |
| 150803        | Caleta de Carquín | 8.132       |
| 150804        | Checras           | 929         |
| 150805        | Hualmay           | 28.765      |
| 150806        | Huaura            | 34.764      |
| 150807        | Leoncio Prado     | 1.867       |
| 150808        | Paccho            | 1.516       |
| 150809        | Santa Leonor      | 775         |
| 150810        | Santa María       | 36.267      |
| 150811        | Sayán             | 23.408      |
| 150812        | Vegueta           | 25.912      |

#### Provincia di Oyón
| Codice UBIGEO | Distretto  | Popolazione |
| ------------- | ---------- | ----------- |
| 150901        | Oyón       | 12.150      |
| 150902        | Andajes    | 546         |
| 150903        | Caujul     | 576         |
| 150904        | Cochamarca | 1.086       |
| 150905        | Naván      | 855         |
| 150906        | Pachangara | 2.526       |

#### Provincia di Yauyos
| Codice UBIGEO | Distretto          | Popolazione |
| ------------- | ------------------ | ----------- |
| 151001        | Yauyos             | 1.481       |
| 151002        | Alis               | 1.534       |
| 151003        | Ayauca             | 1.145       |
| 151004        | Ayaviri            | 565         |
| 151005        | Azángaro           | 440         |
| 151006        | Cacra              | 507         |
| 151007        | Carania            | 162         |
| 151008        | Catahuasi          | 1.062       |
| 151009        | Chocos             | 801         |
| 151010        | Cochas             | 216         |
| 151011        | Colonia            | 1.109       |
| 151012        | Hongos             | 331         |
| 151013        | Huampara           | 149         |
| 151014        | Huancaya           | 596         |
| 151015        | Huangascar         | 637         |
| 151016        | Huantán            | 941         |
| 151017        | Huañec             | 432         |
| 151018        | Laraos             | 546         |
| 151019        | Lincha             | 447         |
| 151020        | Madean             | 570         |
| 151021        | Miraflores         | 229         |
| 151022        | Omas               | 593         |
| 151023        | Putinza            | 498         |
| 151024        | Quinches           | 609         |
| 151025        | Quinocay           | 428         |
| 151026        | San Joaquín        | 166         |
| 151027        | San Pedro de Pilas | 275         |
| 151028        | Tanta              | 507         |
| 151029        | Tauripampa         | 499         |
| 151030        | Tomas              | 520         |
| 151031        | Tupe               | 533         |
| 151032        | Viñac              | 1.624       |
| 151033        | Vitis              | 311         |

### Regione di Loreto

#### Provincia di Maynas
| Codice UBIGEO | Distretto         | Popolazione |
| ------------- | ----------------- | ----------- |
| 160101        | Iquitos           | 146.853     |
| 160102        | Alto Nanay        | 2.855       |
| 160103        | Fernando Lores    | 13.875      |
| 160104        | Indiana           | 10.134      |
| 160105        | Las Amazonas      | 8.032       |
| 160106        | Mazán             | 12.181      |
| 160107        | Napo              | 15.003      |
| 160108        | Punchana          | 75.210      |
| 160110        | Torres Causana    | 4.230       |
| 160112        | Belén             | 64.488      |
| 160113        | San Juan Bautista | 127.005     |

#### Provincia di Alto Amazonas
| Codice UBIGEO | Distretto                  | Popolazione |
| ------------- | -------------------------- | ----------- |
| 160201        | Yurimaguas                 | 83.554      |
| 160202        | Balsapuerto                | 13.707      |
| 160205        | Jeberos                    | 3.900       |
| 160206        | Lagunas                    | 12.033      |
| 160210        | Santa Cruz                 | 3.967       |
| 160211        | Teniente César López Rojas | 5.564       |

#### Provincia di Loreto
| Codice UBIGEO | Distretto   | Popolazione |
| ------------- | ----------- | ----------- |
| 160301        | Nauta       | 29.963      |
| 160302        | Parinari    | 6.085       |
| 160303        | Tigre       | 6.448       |
| 160304        | Trompeteros | 8.396       |
| 160305        | Urarinas    | 11.545      |

#### Provincia di Mariscal Ramón Castilla
| Codice UBIGEO | Distretto      | Popolazione |
| ------------- | -------------- | ----------- |
| 160401        | Ramón Castilla | 19.178      |
| 160402        | Pebas          | 11.079      |
| 160403        | Yavari         | 8.366       |
| 160404        | San Pablo      | 10.449      |

#### Provincia di Requena
| Codice UBIGEO | Distretto         | Popolazione |
| ------------- | ----------------- | ----------- |
| 160501        | Requena           | 25.313      |
| 160502        | Alto Tapiche      | 1.515       |
| 160503        | Capelo            | 2.566       |
| 160504        | Emilio San Martín | 6.089       |
| 160505        | Maquía            | 7.304       |
| 160506        | Puinahua          | 4.372       |
| 160507        | Saquena           | 3.365       |
| 160508        | Soplin            | 569         |
| 160509        | Tapiche           | 881         |
| 160510        | Jenaro Herrera    | 4.608       |
| 160511        | Yaquerana         | 1.929       |

#### Provincia di Ucayali
| Codice UBIGEO | Distretto     | Popolazione |
| ------------- | ------------- | ----------- |
| 160601        | Contamana     | 23.883      |
| 160602        | Inahuaya      | 1.738       |
| 160603        | Padre Marquez | 3.697       |
| 160604        | Pampa Hermosa | 5.388       |
| 160605        | Sarayacu      | 13.464      |
| 160606        | Vargas Guerra | 6.467       |

#### Provincia di Datem del Marañón
| Codice UBIGEO | Distretto  | Popolazione |
| ------------- | ---------- | ----------- |
| 160701        | Barranca   | 12.742      |
| 160702        | Cahuapanas | 6.336       |
| 160703        | Manseriche | 8.421       |
| 160704        | Morona     | 4.191       |
| 160705        | Pastaza    | 5.078       |
| 160706        | Andoas     | 11.714      |

#### Provincia di Putumayo
| Codice UBIGEO | Distretto               | Popolazione |
| ------------- | ----------------------- | ----------- |
| 160801        | Putumayo                | 3.666       |
| 160802        | Rosa Panduro            | 520         |
| 160803        | Teniente Manuel Clavero | 2.317       |
| 160804        | Yaguas                  | 1.277       |

### Regione di Madre de Dios

#### Provincia di Tambopata
| Codice UBIGEO | Distretto   | Popolazione |
| ------------- | ----------- | ----------- |
| 170101        | Tambopata   | 81.925      |
| 170102        | Inambari    | 11.570      |
| 170103        | Las Piedras | 12.644      |
| 170104        | Laberinto   | 5.335       |

#### Provincia di Manu
| Codice UBIGEO | Distretto     | Popolazione |
| ------------- | ------------- | ----------- |
| 170201        | Manu          | 2.356       |
| 170202        | Fitzcarrald   | 1.402       |
| 170203        | Madre de Dios | 6.217       |
| 170204        | Huepetuhe     | 8.574       |

#### Provincia di Tahuamanu
| Codice UBIGEO | Distretto | Popolazione |
| ------------- | --------- | ----------- |
| 170301        | Iñapari   | 2.391       |
| 170302        | Iberia    | 5.791       |
| 170303        | Tahuamanu | 2.865       |

### Regione di Moquegua

#### Provincia di Mariscal Nieto
| Codice UBIGEO | Distretto     | Popolazione |
| ------------- | ------------- | ----------- |
| 180101        | Moquegua      | 65.808      |
| 180102        | Carumas       | 2.366       |
| 180103        | Cuchumbaya    | 761         |
| 180104        | Samegua       | 8.480       |
| 180105        | San Cristóbal | 1.736       |
| 180106        | Torata        | 6.198       |

#### Provincia di General Sánchez Cerro
| Codice UBIGEO | Distretto       | Popolazione |
| ------------- | --------------- | ----------- |
| 180201        | Omate           | 3.158       |
| 180202        | Chojata         | 708         |
| 180203        | Coalaque        | 948         |
| 180204        | Ichuña          | 2.901       |
| 180205        | La Capilla      | 626         |
| 180206        | Lloque          | 570         |
| 180207        | Matalaque       | 455         |
| 180208        | Puquina         | 2.376       |
| 180209        | Quinistaquillas | 518         |
| 180210        | Ubinas          | 1.741       |
| 180211        | Yunga           | 864         |

#### Provincia di Ilo
| Codice UBIGEO | Distretto     | Popolazione |
| ------------- | ------------- | ----------- |
| 180301        | Ilo           | 66.479      |
| 180302        | El Algarrobal | 3.717       |
| 180303        | Pacocha       | 4.453       |

### Regione di Pasco

#### Provincia di Pasco
| Codice UBIGEO | Distretto                           | Popolazione |
| ------------- | ----------------------------------- | ----------- |
| 190101        | Chaupimarca                         | 25.627      |
| 190102        | Huachón                             | 4.333       |
| 190103        | Huariaca                            | 6.925       |
| 190104        | Huayllay                            | 9.577       |
| 190105        | Ninacaca                            | 3.877       |
| 190106        | Pallanchacra                        | 1.738       |
| 190107        | Paucartambo                         | 11.216      |
| 190108        | San Francisco de Asís de Yarusyacán | 4.459       |
| 190109        | Simón Bolívar                       | 12.663      |
| 190110        | Ticlacayán                          | 3.261       |
| 190111        | Tinyahuarco                         | 6.755       |
| 190112        | Vicco                               | 3.392       |
| 190113        | Yanacancha                          | 29.192      |

#### Provincia di Daniel Alcides Carrión
| Codice UBIGEO | Distretto           | Popolazione |
| ------------- | ------------------- | ----------- |
| 190201        | Yanahuanca          | 11.333      |
| 190202        | Chacayán            | 2.006       |
| 190203        | Goyllarisquizga     | 1.535       |
| 190204        | Páucar              | 1.776       |
| 190205        | San Pedro de Pillao | 1.348       |
| 190206        | Santa Ana de Tusi   | 21.217      |
| 190207        | Tapuc               | 2.426       |
| 190208        | Vilcabamba          | 1.939       |

#### Provincia di Oxapampa
| Codice UBIGEO | Distretto       | Popolazione |
| ------------- | --------------- | ----------- |
| 190301        | Oxapampa        | 15.677      |
| 190302        | Chontabamba     | 5.334       |
| 190303        | Huancabamba     | 6.661       |
| 190304        | Palcazú         | 7.130       |
| 190305        | Pozuzo          | 4.511       |
| 190306        | Puerto Bermúdez | 17.249      |
| 190307        | Villa Rica      | 17.274      |
| 190308        | Constitución    | 13.634      |

### Regione di Piura

#### Provincia di Piura
| Codice UBIGEO | Distretto             | Popolazione |
| ------------- | --------------------- | ----------- |
| 200101        | Piura                 | 158.495     |
| 200104        | Castilla              | 160.201     |
| 200105        | Catacaos              | 75.870      |
| 200107        | Cura Mori             | 18.671      |
| 200108        | El Tallán             | 5.387       |
| 200109        | La Arena              | 38.734      |
| 200110        | La Unión              | 41.742      |
| 200111        | Las Lomas             | 26.947      |
| 200114        | Tambo Grande          | 107.495     |
| 200115        | Veintiséis de Octubre | 165.779     |

#### Provincia di Ayabaca
| Codice UBIGEO | Distretto  | Popolazione |
| ------------- | ---------- | ----------- |
| 200201        | Ayabaca    | 30.852      |
| 200202        | Frías      | 19.896      |
| 200203        | Jilili     | 2.405       |
| 200204        | Lagunas    | 5.734       |
| 200205        | Montero    | 6.179       |
| 200206        | Pacaipampa | 21.257      |
| 200207        | Paimas     | 9.621       |
| 200208        | Sapillica  | 10.510      |
| 200209        | Sicchez    | 1.654       |
| 200210        | Suyo       | 11.179      |

#### Provincia di Huancabamba
| Codice UBIGEO | Distretto                | Popolazione |
| ------------- | ------------------------ | ----------- |
| 200301        | Huancabamba              | 27.599      |
| 200302        | Canchaque                | 7.317       |
| 200303        | El Carmen de la Frontera | 11.186      |
| 200304        | Huarmaca                 | 35.548      |
| 200305        | Lalaquiz                 | 3.871       |
| 200306        | San Miguel de El Faique  | 8.678       |
| 200307        | Sondor                   | 7.140       |
| 200308        | Sondorillo               | 10.162      |

#### Provincia di Morropón
| Codice UBIGEO | Distretto               | Popolazione |
| ------------- | ----------------------- | ----------- |
| 200401        | Chulucanas              | 82.521      |
| 200402        | Buenos Aires            | 9.410       |
| 200403        | Chalaco                 | 7.789       |
| 200404        | La Matanza              | 13.997      |
| 200405        | Morropón                | 15.239      |
| 200406        | Salitral                | 8.527       |
| 200407        | San Juan de Bigote      | 6.433       |
| 200408        | Santa Catalina de Mossa | 3.650       |
| 200409        | Santo Domingo           | 5.960       |
| 200410        | Yamango                 | 8.501       |

#### Provincia di Paita
| Codice UBIGEO | Distretto | Popolazione |
| ------------- | --------- | ----------- |
| 200501        | Paita     | 87.979      |
| 200502        | Amotape   | 2.413       |
| 200503        | El Arenal | 1.136       |
| 200504        | Colán     | 14.869      |
| 200505        | La Huaca  | 12.950      |
| 200506        | Tamarindo | 4.923       |
| 200507        | Vichayal  | 5.622       |

#### Provincia di Sullana
| Codice UBIGEO | Distretto        | Popolazione |
| ------------- | ---------------- | ----------- |
| 200601        | Sullana          | 169.335     |
| 200602        | Bellavista       | 37.530      |
| 200603        | Ignacio Escudero | 20.423      |
| 200604        | Lancones         | 12.119      |
| 200605        | Marcavelica      | 29.569      |
| 200606        | Miguel Checa     | 9.036       |
| 200607        | Querecotillo     | 26.395      |
| 200608        | Salitral         | 7.047       |

#### Provincia di Talara
| Codice UBIGEO | Distretto   | Popolazione |
| ------------- | ----------- | ----------- |
| 200701        | Pariñas     | 98.309      |
| 200702        | El Alto     | 8.316       |
| 200703        | La Brea     | 12.486      |
| 200704        | Lobitos     | 1.312       |
| 200705        | Los Organos | 10.699      |
| 200706        | Máncora     | 13.028      |

#### Provincia di Sechura
| Codice UBIGEO | Distretto              | Popolazione |
| ------------- | ---------------------- | ----------- |
| 200801        | Sechura                | 44.590      |
| 200802        | Bellavista de la Unión | 4.798       |
| 200803        | Bernal                 | 6.855       |
| 200804        | Cristo Nos Valga       | 4.300       |
| 200805        | Vice                   | 15.630      |
| 200806        | Rinconada Llicuar      | 3.004       |

### Regione di Puno

#### Provincia di Puno
| Codice UBIGEO | Distretto   | Popolazione |
| ------------- | ----------- | ----------- |
| 210101        | Puno        | 135.288     |
| 210102        | Acora       | 22.961      |
| 210103        | Amantaní    | 3.452       |
| 210104        | Atuncolla   | 4.555       |
| 210105        | Capachica   | 7.540       |
| 210106        | Chucuito    | 7.019       |
| 210107        | Coata       | 6.588       |
| 210108        | Huata       | 3.155       |
| 210109        | Mañazo      | 5.144       |
| 210110        | Paucarcolla | 4.224       |
| 210111        | Pichacani   | 5.679       |
| 210112        | Platería    | 7.121       |
| 210113        | San Antonio | 2.413       |
| 210114        | Tiquillaca  | 1.594       |
| 210115        | Vilque      | 2.761       |

#### Provincia di Azángaro
| Codice UBIGEO | Distretto                 | Popolazione |
| ------------- | ------------------------- | ----------- |
| 210201        | Azángaro                  | 30.070      |
| 210202        | Achaya                    | 2.826       |
| 210203        | Arapa                     | 7.020       |
| 210204        | Asillo                    | 14.484      |
| 210205        | Caminaca                  | 2.931       |
| 210206        | Chupa                     | 6.475       |
| 210207        | José Domingo Choquehuanca | 4.462       |
| 210208        | Muñani                    | 6.445       |
| 210209        | Potoni                    | 3.939       |
| 210210        | Saman                     | 9.645       |
| 210211        | San Antón                 | 7.298       |
| 210212        | San José                  | 4.818       |
| 210213        | San Juan de Salinas       | 2.841       |
| 210214        | Santiago de Pupuja        | 4.407       |
| 210215        | Tirapata                  | 2.731       |

#### Provincia di Carabaya
| Codice UBIGEO | Distretto | Popolazione |
| ------------- | --------- | ----------- |
| 210301        | Macusani  | 12.664      |
| 210302        | Ajoyani   | 2.138       |
| 210303        | Ayapata   | 9.299       |
| 210304        | Coasa     | 6.433       |
| 210305        | Corani    | 4.240       |
| 210306        | Crucero   | 9.108       |
| 210307        | Ituata    | 7.526       |
| 210308        | Ollachea  | 6.090       |
| 210309        | San Gabán | 6.832       |
| 210310        | Usicayos  | 8.992       |

#### Provincia di Chucuito
| Codice UBIGEO | Distretto   | Popolazione |
| ------------- | ----------- | ----------- |
| 210401        | Juli        | 19.773      |
| 210402        | Desaguadero | 13.787      |
| 210403        | Huacullani  | 9.237       |
| 210404        | Kelluyo     | 7.346       |
| 210405        | Pisacoma    | 8.223       |
| 210406        | Pomata      | 13.707      |
| 210407        | Zepita      | 16.929      |

#### Provincia di El Collao
| Codice UBIGEO | Distretto  | Popolazione |
| ------------- | ---------- | ----------- |
| 210501        | Ilave      | 46.018      |
| 210502        | Capaso     | 1.130       |
| 210503        | Pilcuyo    | 10.672      |
| 210504        | Santa Rosa | 3.529       |
| 210505        | Conduriri  | 2.529       |

#### Provincia di Huancané
| Codice UBIGEO | Distretto    | Popolazione |
| ------------- | ------------ | ----------- |
| 210601        | Huancané     | 18.742      |
| 210602        | Cojata       | 3.764       |
| 210603        | Huatasani    | 3.083       |
| 210604        | Inchupalla   | 2.642       |
| 210605        | Pusi         | 4.937       |
| 210606        | Rosaspata    | 4.079       |
| 210607        | Taraco       | 13.193      |
| 210608        | Vilque Chico | 7.211       |

#### Provincia di Lampa
| Codice UBIGEO | Distretto   | Popolazione |
| ------------- | ----------- | ----------- |
| 210701        | Lampa       | 11.206      |
| 210702        | Cabanilla   | 5.352       |
| 210703        | Calapuja    | 1.585       |
| 210704        | Nicasio     | 2.360       |
| 210705        | Ocuviri     | 2.237       |
| 210706        | Palca       | 1.817       |
| 210707        | Paratia     | 2.732       |
| 210708        | Pucará      | 5.306       |
| 210709        | Santa Lucía | 7.028       |
| 210710        | Vilavila    | 1.233       |

#### Provincia di Melgar
| Codice UBIGEO | Distretto  | Popolazione |
| ------------- | ---------- | ----------- |
| 210801        | Ayaviri    | 24.452      |
| 210802        | Antauta    | 5.359       |
| 210803        | Cupi       | 1.986       |
| 210804        | Llalli     | 2.532       |
| 210805        | Macari     | 6.947       |
| 210806        | Nuñoa      | 8.450       |
| 210807        | Orurillo   | 7.651       |
| 210808        | Santa Rosa | 6.197       |
| 210809        | Umachiri   | 3.564       |

#### Provincia di Moho
| Codice UBIGEO | Distretto  | Popolazione |
| ------------- | ---------- | ----------- |
| 210901        | Moho       | 11.518      |
| 210902        | Conima     | 3.151       |
| 210903        | Huayrapata | 2.613       |
| 210904        | Tilali     | 2.471       |

#### Provincia di San Antonio de Putina
| Codice UBIGEO | Distretto         | Popolazione |
| ------------- | ----------------- | ----------- |
| 211001        | Putina            | 14.753      |
| 211002        | Ananea            | 12.615      |
| 211003        | Pedro Vilca Apaza | 1.909       |
| 211004        | Quilcapuncu       | 5.187       |
| 211005        | Sina              | 1.649       |

#### Provincia di San Román
| Codice UBIGEO | Distretto  | Popolazione |
| ------------- | ---------- | ----------- |
| 211101        | Juliaca    | 228.726     |
| 211102        | Cabana     | 4.843       |
| 211103        | Cabanillas | 4.567       |
| 211104        | Caracoto   | 6.818       |
| 211105        | San Miguel | 62.463      |

#### Provincia di Sandia
| Codice UBIGEO | Distretto                 | Popolazione |
| ------------- | ------------------------- | ----------- |
| 211201        | Sandia                    | 10.266      |
| 211202        | Cuyocuyo                  | 5.024       |
| 211203        | Limbani                   | 2.970       |
| 211204        | Patambuco                 | 3.863       |
| 211205        | Phara                     | 5.091       |
| 211206        | Quiaca                    | 2.131       |
| 211207        | San Juan del Oro          | 3.733       |
| 211208        | Yanahuaya                 | 1.936       |
| 211209        | Alto Inambari             | 6.604       |
| 211210        | San Pedro de Putina Punco | 9.124       |

#### Provincia di Yunguyo
| Codice UBIGEO | Distretto | Popolazione |
| ------------- | --------- | ----------- |
| 211301        | Yunguyo   | 24.515      |
| 211302        | Anapia    | 1.782       |
| 211303        | Copani    | 4.655       |
| 211304        | Cuturapi  | 1.270       |
| 211305        | Ollaraya  | 2.711       |
| 211306        | Tinicachi | 949         |
| 211307        | Unicachi  | 1.057       |

### Regione di San Martín

#### Provincia di Moyobamba
| Codice UBIGEO | Distretto | Popolazione |
| ------------- | --------- | ----------- |
| 220101        | Moyobamba | 76.325      |
| 220102        | Calzada   | 4.609       |
| 220103        | Habana    | 1.675       |
| 220104        | Jepelacio | 15.377      |
| 220105        | Soritor   | 21.514      |
| 220106        | Yantalo   | 2.865       |

#### Provincia di Bellavista
| Codice UBIGEO | Distretto  | Popolazione |
| ------------- | ---------- | ----------- |
| 220201        | Bellavista | 16.894      |
| 220202        | Alto Biavo | 7.639       |
| 220203        | Bajo Biavo | 13.116      |
| 220204        | Huallaga   | 2.711       |
| 220205        | San Pablo  | 8.640       |
| 220206        | San Rafael | 6.033       |

#### Provincia di El Dorado
| Codice UBIGEO | Distretto        | Popolazione |
| ------------- | ---------------- | ----------- |
| 220301        | San José de Sisa | 14.639      |
| 220302        | Agua Blanca      | 2.330       |
| 220303        | San Martín       | 10.447      |
| 220304        | Santa Rosa       | 6.332       |
| 220305        | Shatoja          | 3.004       |

#### Provincia di Huallaga
| Codice UBIGEO | Distretto        | Popolazione |
| ------------- | ---------------- | ----------- |
| 220401        | Saposoa          | 13.422      |
| 220402        | Alto Saposoa     | 4.471       |
| 220403        | El Eslabón       | 2.106       |
| 220404        | Piscoyacu        | 4.268       |
| 220405        | Sacanche         | 2.450       |
| 220406        | Tingo de Saposoa | 789         |

#### Provincia di Lamas
| Codice UBIGEO | Distretto            | Popolazione |
| ------------- | -------------------- | ----------- |
| 220501        | Lamas                | 14.497      |
| 220502        | Alonso de Alvarado   | 13.462      |
| 220503        | Barranquita          | 6.429       |
| 220504        | Caynarachi           | 9.546       |
| 220505        | Cuñumbuqui           | 3.301       |
| 220506        | Pinto Recodo         | 8.086       |
| 220507        | Rumisapa             | 3.456       |
| 220508        | San Roque de Cumbaza | 1.635       |
| 220509        | Shanao               | 1.975       |
| 220510        | Tabalosos            | 13.879      |
| 220511        | Zapatero             | 5.255       |

#### Provincia di Mariscal Cáceres
| Codice UBIGEO | Distretto  | Popolazione |
| ------------- | ---------- | ----------- |
| 220601        | Juanjuí    | 32.444      |
| 220602        | Campanilla | 12.705      |
| 220603        | Huicungo   | 8.385       |
| 220604        | Pachiza    | 5.747       |
| 220605        | Pajarillo  | 5.345       |

#### Provincia di Picota
| Codice UBIGEO | Distretto       | Popolazione |
| ------------- | --------------- | ----------- |
| 220701        | Picota          | 10.203      |
| 220702        | Buenos Aires    | 2.924       |
| 220703        | Caspisapa       | 2.126       |
| 220704        | Pilluana        | 865         |
| 220705        | Pucacaca        | 2.971       |
| 220706        | San Cristóbal   | 1.192       |
| 220707        | San Hilarion    | 3.945       |
| 220708        | Shamboyacu      | 8.554       |
| 220709        | Tingo de Ponasa | 3.876       |
| 220710        | Tres Unidos     | 3.889       |

#### Provincia di Rioja
| Codice UBIGEO | Distretto           | Popolazione |
| ------------- | ------------------- | ----------- |
| 220801        | Rioja               | 25.521      |
| 220802        | Awajún              | 7.479       |
| 220803        | Elías Soplín Vargas | 17.661      |
| 220804        | Nueva Cajamarca     | 43.476      |
| 220805        | Pardo Miguel        | 16.797      |
| 220806        | Posic               | 1.919       |
| 220807        | San Fernando        | 3.413       |
| 220808        | Yorongos            | 2.446       |
| 220809        | Yuracyacu           | 3.832       |

#### Provincia di San Martín
| Codice UBIGEO | Distretto            | Popolazione |
| ------------- | -------------------- | ----------- |
| 220901        | Tarapoto             | 76.122      |
| 220902        | Alberto Leveau       | 841         |
| 220903        | Cacatachi            | 3.604       |
| 220904        | Chazuta              | 9.497       |
| 220905        | Chipurana            | 2.249       |
| 220906        | El Porvenir          | 2.399       |
| 220907        | Huimbayoc            | 4.975       |
| 220908        | Juan Guerra          | 3.907       |
| 220909        | La Banda de Shilcayo | 43.481      |
| 220910        | Morales              | 33.067      |
| 220911        | Papaplaya            | 2.073       |
| 220912        | San Antonio          | 1.674       |
| 220913        | Sauce                | 7.263       |
| 220914        | Shapaja              | 1.943       |

#### Provincia di Tocache
| Codice UBIGEO | Distretto      | Popolazione |
| ------------- | -------------- | ----------- |
| 221001        | Tocache        | 26.166      |
| 221002        | Nuevo Progreso | 11.456      |
| 221003        | Pólvora        | 10.308      |
| 221004        | Shunte         | 1.315       |
| 221005        | Uchiza         | 20.149      |

### Regione di Tacna

#### Provincia di Tacna
| Codice UBIGEO | Distretto                            | Popolazione |
| ------------- | ------------------------------------ | ----------- |
| 230101        | Tacna                                | 92.972      |
| 230102        | Alto de la Alianza                   | 34.061      |
| 230103        | Calana                               | 2.979       |
| 230104        | Ciudad Nueva                         | 31.866      |
| 230105        | Inclán                               | 2.613       |
| 230106        | Pachia                               | 2.062       |
| 230107        | Palca                                | 1.980       |
| 230108        | Pocollay                             | 18.627      |
| 230109        | Sama                                 | 3.227       |
| 230110        | Coronel Gregorio Albarracín Lanchipa | 110.417     |
| 230111        | La Yarada-Los Palos                  | 5.559       |

#### Provincia di Candarave
| Codice UBIGEO | Distretto  | Popolazione |
| ------------- | ---------- | ----------- |
| 230201        | Candarave  | 2.354       |
| 230202        | Cairani    | 988         |
| 230203        | Camilaca   | 1.148       |
| 230204        | Curibaya   | 377         |
| 230205        | Huanuara   | 515         |
| 230206        | Quilahuani | 720         |

#### Provincia di Jorge Basadre
| Codice UBIGEO | Distretto | Popolazione |
| ------------- | --------- | ----------- |
| 230301        | Locumba   | 2.256       |
| 230302        | Ilabaya   | 5.695       |
| 230303        | Ite       | 2.822       |

#### Provincia di Tarata
| Codice UBIGEO | Distretto         | Popolazione |
| ------------- | ----------------- | ----------- |
| 230401        | Tarata            | 3.642       |
| 230402        | Héroes Albarracín | 306         |
| 230403        | Estique           | 240         |
| 230404        | Estique-Pampa     | 162         |
| 230405        | Sitajara          | 350         |
| 230406        | Susapaya          | 518         |
| 230407        | Tarucachi         | 295         |
| 230408        | Ticaco            | 581         |

### Regione di Tumbes

#### Provincia di Tumbes
| Codice UBIGEO | Distretto             | Popolazione |
| ------------- | --------------------- | ----------- |
| 240101        | Tumbes                | 102.306     |
| 240102        | Corrales              | 23.337      |
| 240103        | La Cruz               | 9.507       |
| 240104        | Pampas de Hospital    | 6.728       |
| 240105        | San Jacinto           | 8.512       |
| 240106        | San Juan de la Virgen | 4.572       |

#### Provincia di Contralmirante Villar
| Codice UBIGEO | Distretto           | Popolazione |
| ------------- | ------------------- | ----------- |
| 240201        | Zorritos            | 12.371      |
| 240202        | Casitas             | 2.350       |
| 240203        | Canoas de Punta Sal | 6.336       |

#### Provincia di Zarumilla
| Codice UBIGEO | Distretto    | Popolazione |
| ------------- | ------------ | ----------- |
| 240301        | Zarumilla    | 21.776      |
| 240302        | Aguas Verdes | 17.366      |
| 240303        | Matapalo     | 3.428       |
| 240304        | Papayal      | 6.274       |

### Regione di Ucayali

#### Provincia di Coronel Portillo
| Codice UBIGEO | Distretto     | Popolazione |
| ------------- | ------------- | ----------- |
| 250101        | Callería      | 149.999     |
| 250102        | Campoverde    | 16.059      |
| 250103        | Iparía        | 10.328      |
| 250104        | Masisea       | 11.147      |
| 250105        | Yarinacocha   | 103.941     |
| 250106        | Nueva Requena | 5.169       |
| 250107        | Manantay      | 87.525      |

#### Provincia di Atalaya
| Codice UBIGEO | Distretto | Popolazione |
| ------------- | --------- | ----------- |
| 250201        | Raymondi  | 32.430      |
| 250202        | Sepahua   | 6.655       |
| 250203        | Tahuanía  | 8.264       |
| 250204        | Yurua     | 1.975       |

#### Provincia di Padre Abad
| Codice UBIGEO | Distretto              | Popolazione |
| ------------- | ---------------------- | ----------- |
| 250301        | Padre Abad             | 29.440      |
| 250302        | Irazola                | 10.214      |
| 250303        | Curimaná               | 7.722       |
| 250304        | Neshuya                | 7.594       |
| 250305        | Alexander von Humboldt | 5.137       |

#### Provincia di Purús
| Codice UBIGEO | Distretto | Popolazione |
| ------------- | --------- | ----------- |
| 250401        | Purús     | 2.860       |

## Omonimie tra distretti
- Aco (Ancash) e Aco (Junín)
- Acobamba (Ancash), Acobamba (Huancavelica) e Acobamba (Junín)
- Anco (Ayacucho) e Anco (Huancavelica)
- Andabamba (Cajamarca) e Andabamba (Huancavelica)
- Anta (Ancash), Anta (Cusco) e Anta (Huancavelica)
- Asunción (Amazonas) e Asunción (Cajamarca)
- Ayaviri (Lima) e Ayaviri (Puno)
- Azángaro (Lima) e Azángaro (Puno)
- Bambamarca (Cajamarca) e Bambamarca (La Libertad)
- Barranca (Lima) e Barranca (Loreto)
- Belén (Ayacucho) e Belén (Loreto)
- Bellavista (Cajamarca), Bellavista (Callao), Bellavista (Piura) e Bellavista (San Martín)
- Bolívar (Cajamarca) e Bolívar (La Libertad)
- Buenos Aires (Piura) e Buenos Aires (San Martín)
- Cabana (Ancash), Cabana (Ayacucho) e Cabana (Puno)
- Chancay (Cajamarca) e Chancay (Lima)
- Chiara (Apurímac) e Chiara (Ayacucho)
- Chilca (Junín) e Chilca (Lima)
- Chuquibamba (Amazonas) e Chuquibamba (Arequipa)
- Cochabamba (Ancash), Cochabamba (Cajamarca), Cochabamba (Huancavelica) e Cochabamba (Huánuco)
- Cochas (Ancash), Cochas (Junín) e Cochas (Lima)
- Colca (Ayacucho) e Colca (Junín)
- Colcabamba (Ancash), Colcabamba (Apurímac) e Colcabamba (Huancavelica)
- Comas (Junín) e Comas (Lima)
- Concepción (Ayacucho) e Concepción (Junín)
- Coporaque (Arequipa) e Coporaque (Cusco)
- Cuenca (Huancavelica) e Cuenca (Lima)
- El Carmen (Huancavelica) e El Carmen (Ica)
- El Porvenir (Apurimac), El Porvenir (La Libertad) e El Porvenir (San Martín)
- Huachocolpa (Huancavelica) e Huachocolpa (Tayacaja)
- Huallanca (Bolognesi) e Huallanca (Huaylas)
- Huambo (Amazonas) e Huambo (Arequipa)
- Huancabamba (Pasco) e Huancabamba (Piura)
- Huata (Ancash) e Huata (Puno)
- Huayllabamba (Ancash) e Huayllabamba (Cusco)
- Independencia (Ancash), Independencia (Ayacucho), Independencia (Ica) e Independencia (Lima)
- Jesús (Cajamarca) e Jesús (Huánuco)
- Julcán (Junín) e Julcán (La Libertad)
- La Esperanza (Cajamarca) e La Esperanza (La Libertad)
- La Merced (Ancash) e La Merced (Huancavelica)
- La Unión (Huánuco), La Unión (Junín) e La Unión (Piura)
- La Victoria (Lambayeque) e La Victoria (Lima)
- Lagunas (Lambayeque), Lagunas (Loreto) e Lagunas (Piura)
- Lampa (Ayacucho) e Lampa (Puno)
- Laraos (Huarochirí) e Laraos (Yauyos)
- Leoncio Prado (Ayacucho) e Leoncio Prado (Lima)
- Llama (Ancash) e Llama (Cajamarca)
- Lucma (Ancash) e Lucma (La Libertad)
- Lucre (Apurímac) e Lucre (Cusco)
- Magdalena (Amazonas) e Magdalena (Cajamarca)
- Mariscal Cáceres (Arequipa) e Mariscal Cáceres (Huancavelica)
- Mariscal Castilla (Amazonas) e Mariscal Castilla (Junín)
- Miraflores (Arequipa), Miraflores (Huánuco), Miraflores (Lima) e Miraflores (Yauyos)
- Mollepata (Cusco) e Mollepata (La Libertad)
- Ninabamba (Ayacucho) e Ninabamba (Cajamarca)
- Ocobamba (Apurímac) e Ocobamba (Cusco)
- Ocros (Ancash) e Ocros (Ayacucho)
- Olleros (Amazonas) e Olleros (Ancash)
- Oropesa (Apurímac) e Oropesa (Cusco)
- Paccha (Cajamarca), Paccha (Jauja) e Paccha (Yauli)
- Palca (Huancavelica), Palca (Junín), Palca (Puno) e Palca (Tacna)
- Pampa Hermosa (Junín) e Pampa Hermosa (Loreto)
- Pampamarca (Arequipa), Pampamarca (Cusco) e Pampamarca (Huánuco)
- Pampas (Ancash) e Pampas (Huancavelica)
- Pariahuanca (Ancash) e Pariahuanca (Junín)
- Paucartambo (Cusco) e Paucartambo (Pasco)
- Pomacocha (Apurímac) e Pomacocha (Huancavelica)
- Pucará (Cajamarca), Pucará (Junín) e Pucará (Puno)
- Pueblo Libre (Ancash) e Pueblo Libre (Lima)
- Pueblo Nuevo (Chincha), Pueblo Nuevo (Huánuco), Pueblo Nuevo (Ica), Pueblo Nuevo (La Libertad) e Pueblo Nuevo (Lambayeque)
- Río Grande (Arequipa) e Río Grande (Ica)
- Salas (Ica) e Salas (Lambayeque)
- Salitral (Morropón) e Salitral (Sullana)
- San Antonio (Apurímac), San Antonio (Lima), San Antonio (Puno) e San Antonio (San Martín)
- San Buenaventura (Huánuco) e San Buenaventura (Lima)
- San Cristóbal (Amazonas), San Cristóbal (Ayacucho), San Cristóbal (Moquegua) e San Cristóbal (San Martín)
- San Isidro (Huancavelica) e San Isidro (Lima)
- San Jerónimo (Amazonas), San Jerónimo (Apurímac) e San Jerónimo (Cusco)
- San José (La Libertad), San José (Lambayeque) e San José (Puno)
- San Juan (Ancash), San Juan (Ayacucho), San Juan (Cajamarca) e San Juan (Huancavelica)
- San Juan Bautista (Ayacucho), San Juan Bautista (Ica) e San Juan Bautista (Loreto)
- San Luis (Ancash), San Luis (Cajamarca), San Luis (Cañete) e San Luis (Lima)
- San Miguel (Ayacucho), San Miguel (Cajamarca), San Miguel (Lima) e San Miguel (Puno)
- San Nicolás (Amazonas) e San Nicolás (Ancash)
- San Pablo (Cajamarca), San Pablo (Cusco), San Pablo (Loreto) e San Pablo (San Martín)
- San Pedro (Ancash), San Pedro (Ayacucho) e San Pedro (Cusco)
- San Rafael (Huánuco) e San Rafael (San Martín)
- Sancos (Huanca Sancos) e Sancos (Lucanas)
- Santa Ana (Cusco) e Santa Ana (Huancavelica)
- Santa Cruz (Ancash), Santa Cruz (Cutervo), Santa Cruz (Ica), Santa Cruz (Loreto) e Santa Cruz (Santa Cruz)
- Santa Lucía (Ayacucho) e Santa Lucía (Puno)
- Santa Rosa (Amazonas), Santa Rosa (Ancash), Santa Rosa (Apurímac) e Santa Rosa (Ayacucho) e Santa Rosa (Cajamarca), Santa Rosa (El Collao), Santa Rosa (Lambayeque), Santa Rosa (Lima), Santa Rosa (Melgar) e Santa Rosa (San Martín)
- Santiago (Cusco) e Santiago (Ica)
- Santo Tomás (Amazonas), Santo Tomás (Cajamarca) e Santo Tomás (Cusco)
- Tambo (Ayacucho) e Tambo (Huancavelica)
- Vilcabamba (Apurímac), Vilcabamba (Cusco) e Vilcabamba (Pasco)
- Vista Alegre (Amazonas) e Vista Alegre (Ica)
- Yanacancha (Junín) e Yanacancha (Pasco)
- Yauli (Huancavelica), Yauli (Jauja) e Yauli (Yauli)
- Yauyos (Junín) e Yauyos (Lima)